# Biserica de lemn din Șoimuș

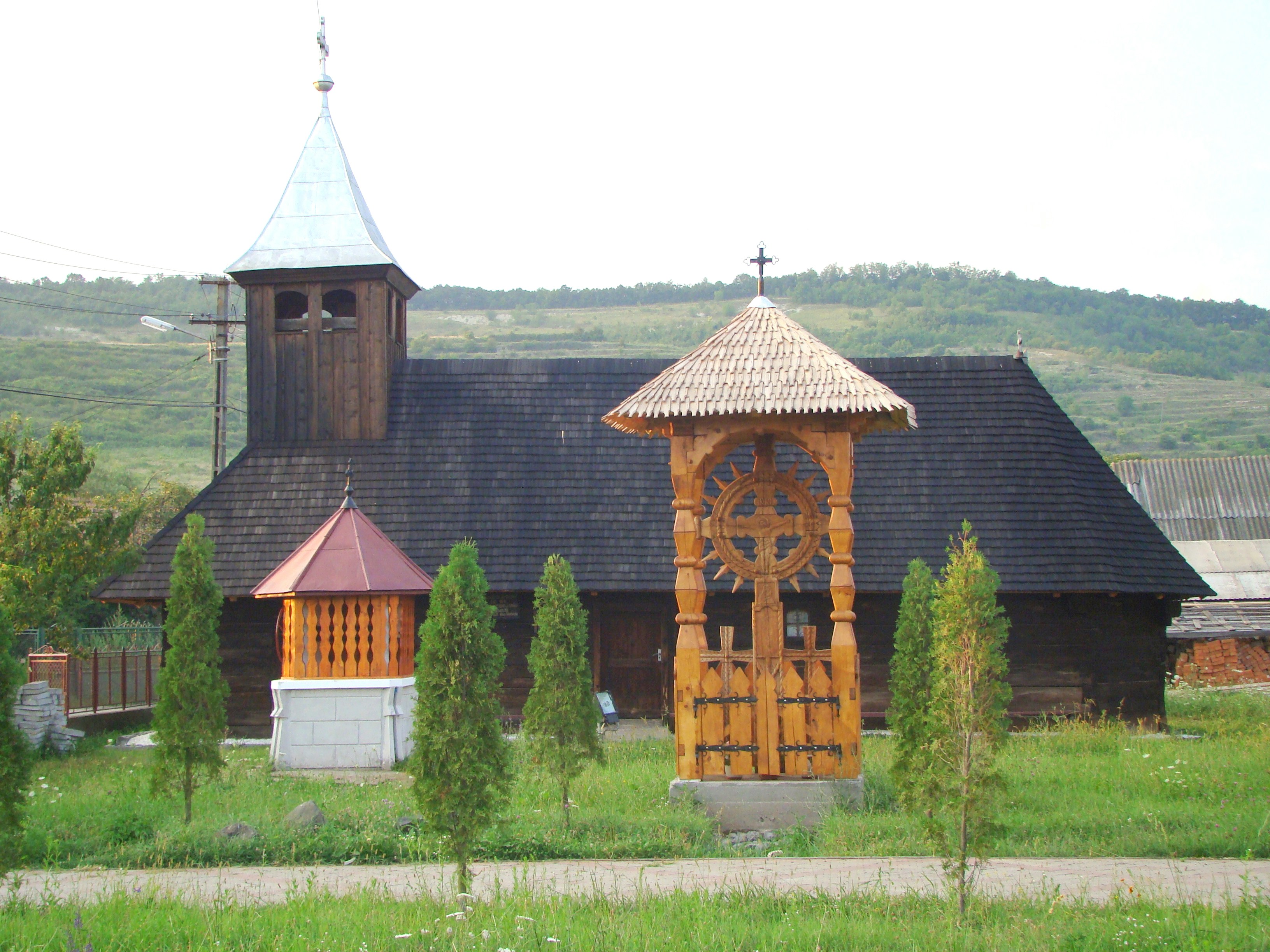
Biserica de lemn „Sfântul Nicolae” din Şoimuş, comuna Şoimuş, județul Hunedoara, foto: iulie 2009.

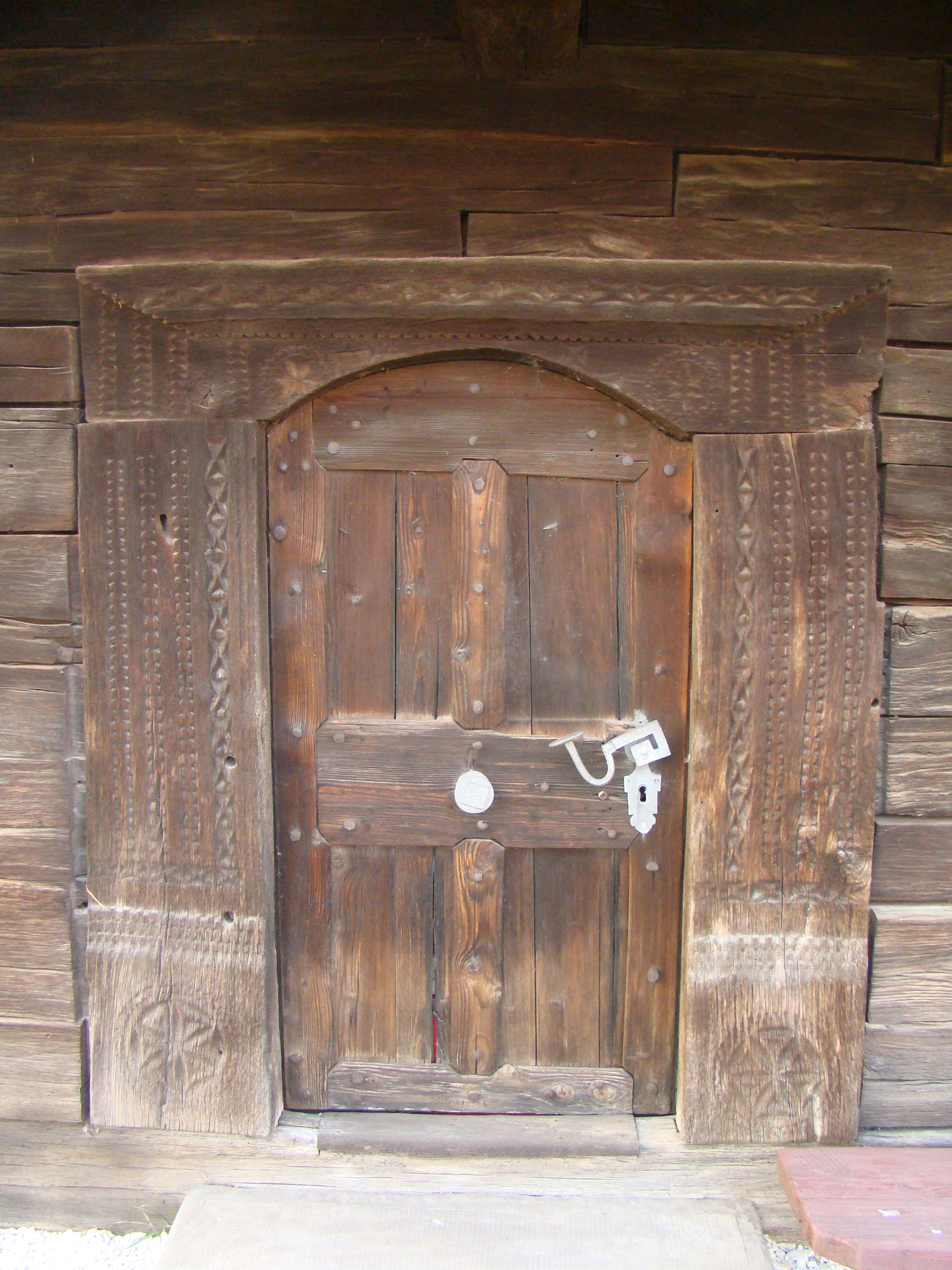
Portalul exterior

Biserica de lemn din Șoimuș, comuna Șoimuș, județul Hunedoara a fost ridicată în 1705. Are hramul „Sfântul Nicolae” (6 decembrie) și figurează pe noua listă a monumentelor istorice, cod LMI HD-II-m-A-03461.

## Imagini din exterior

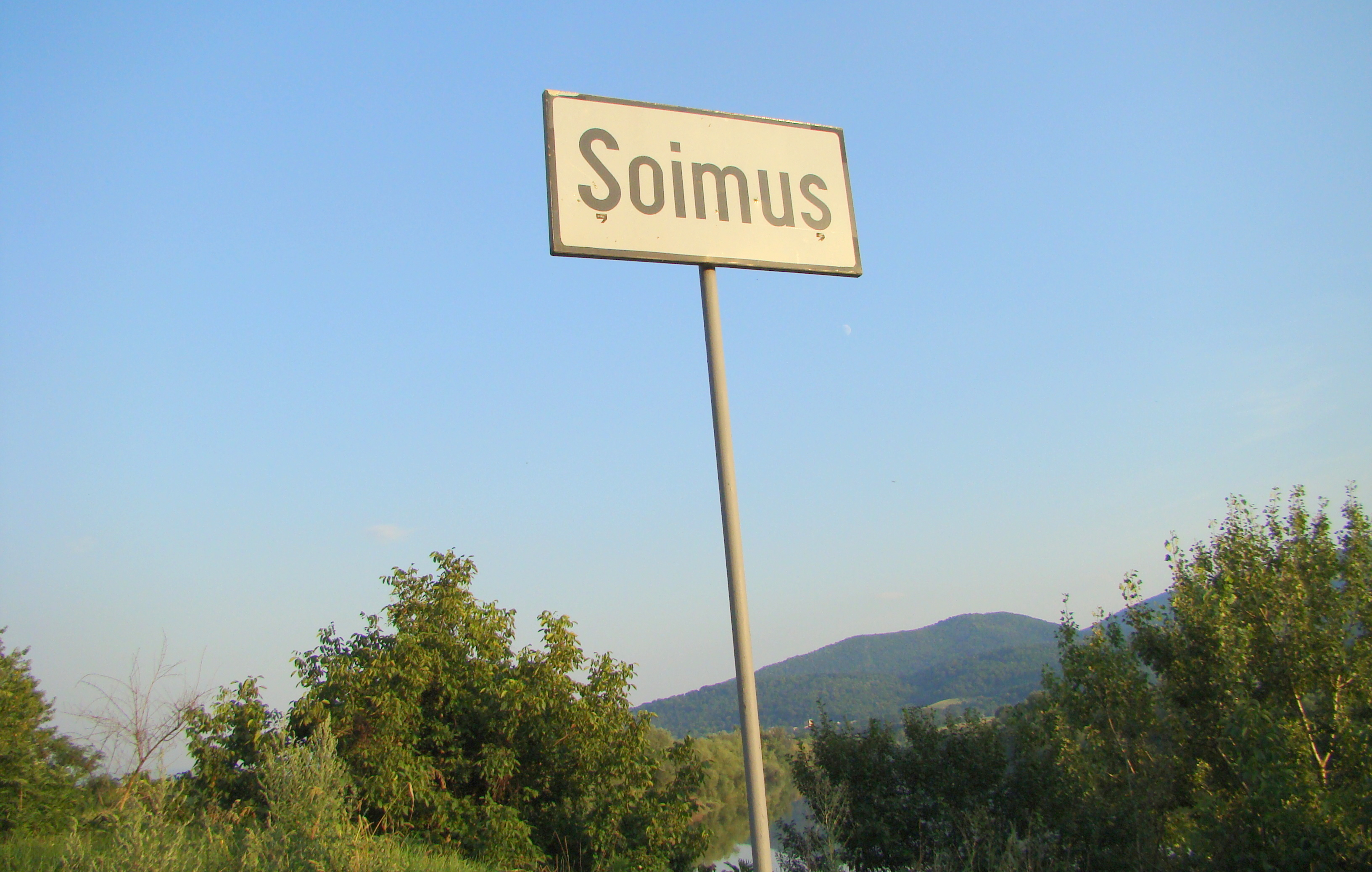
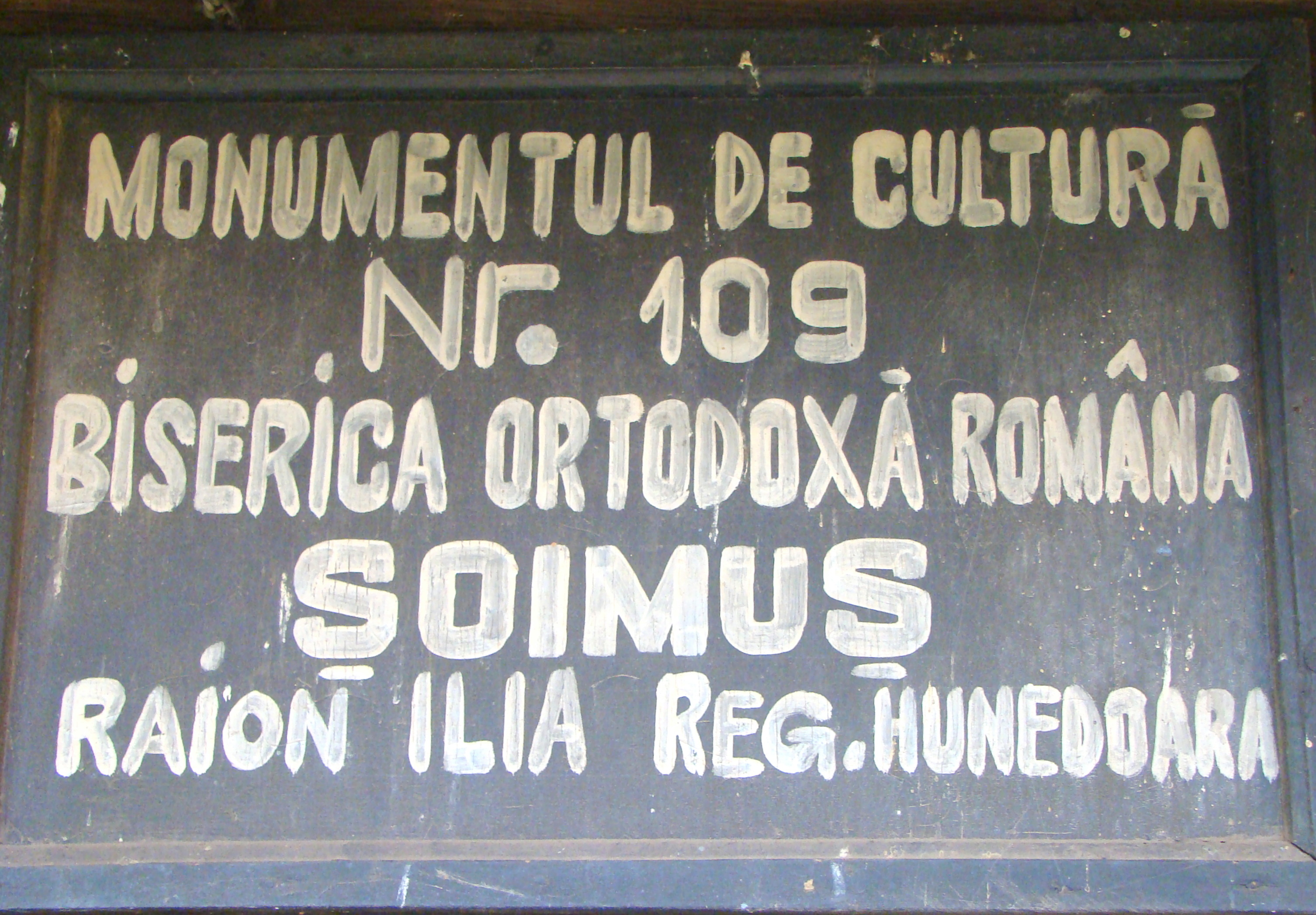
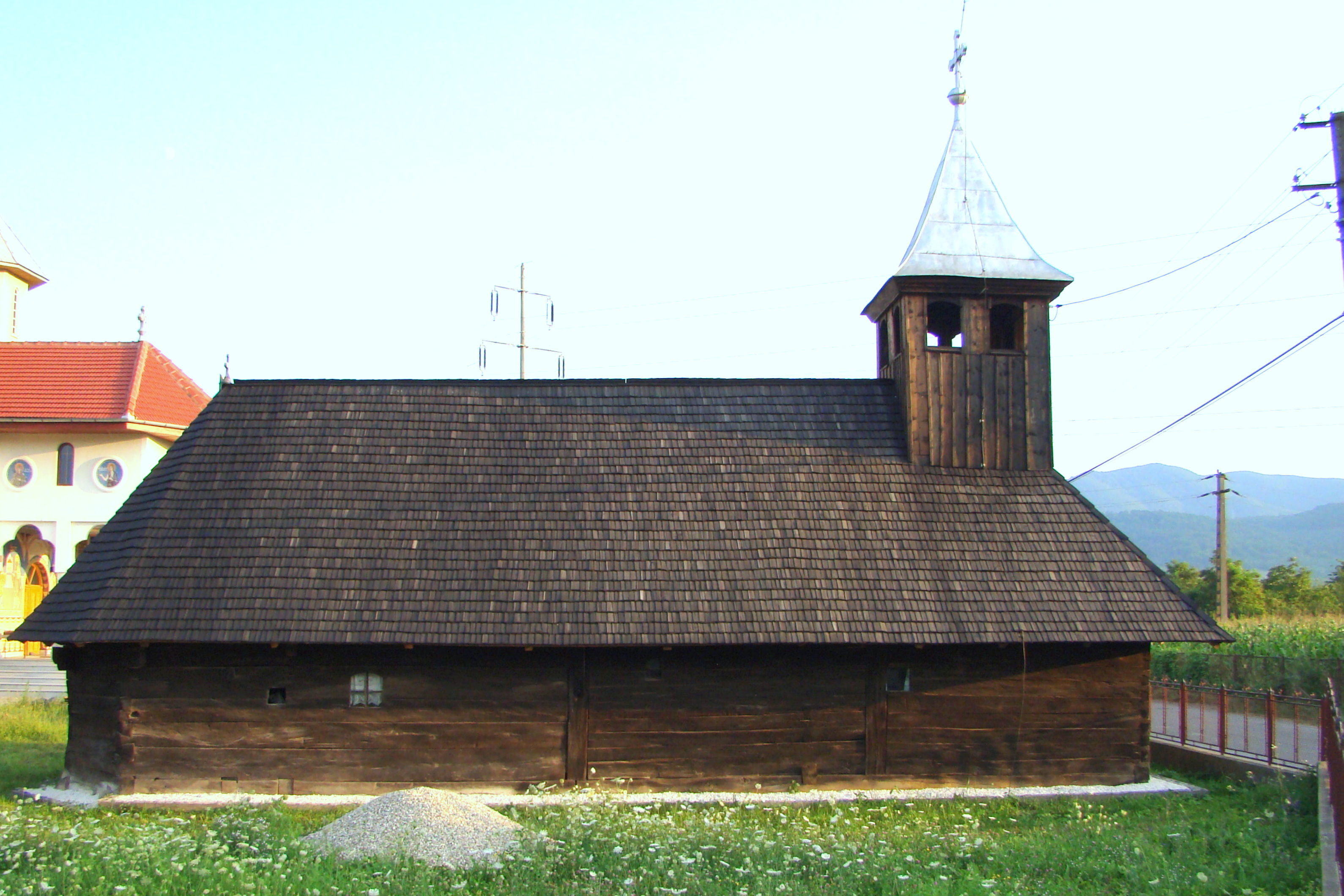
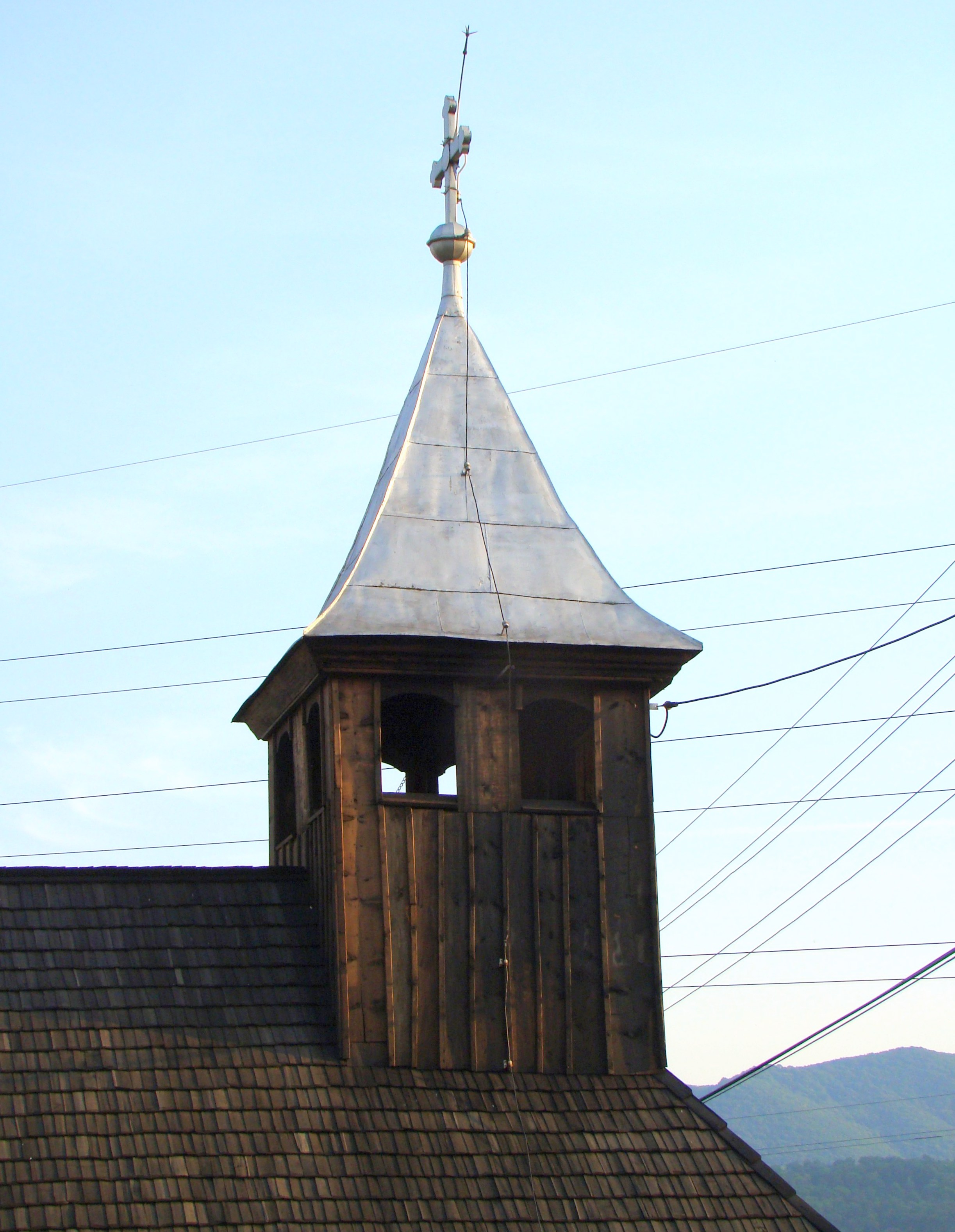
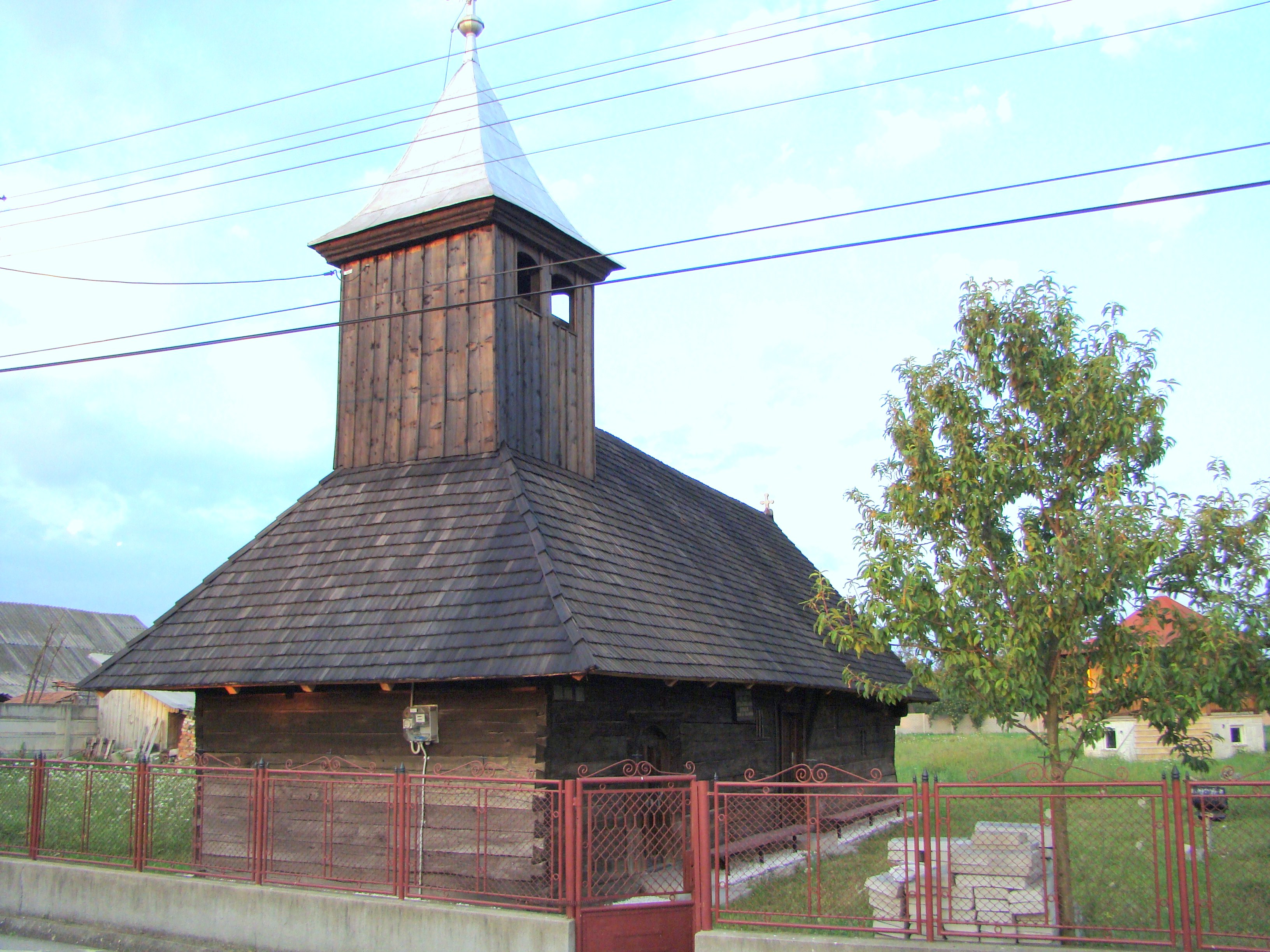
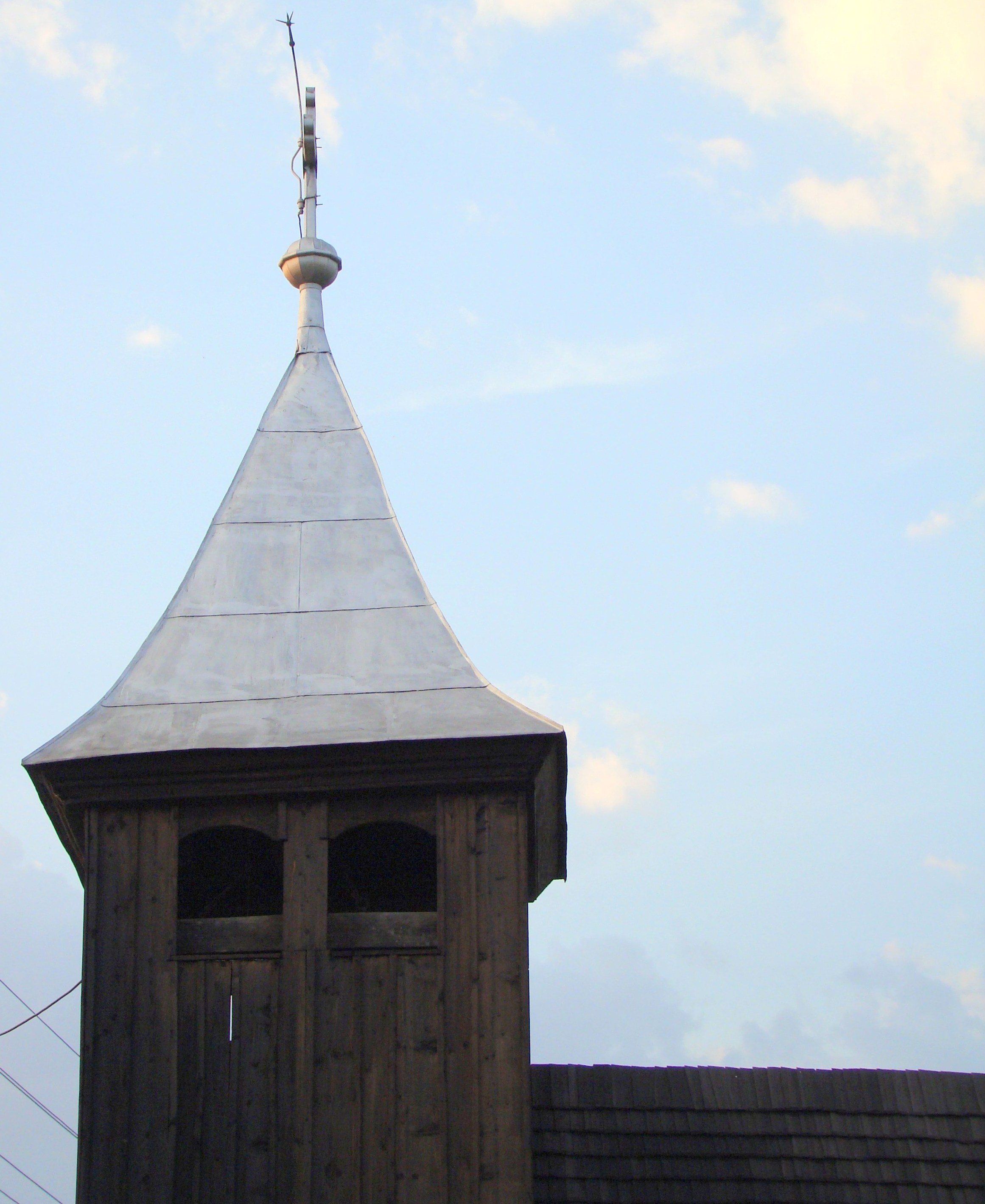
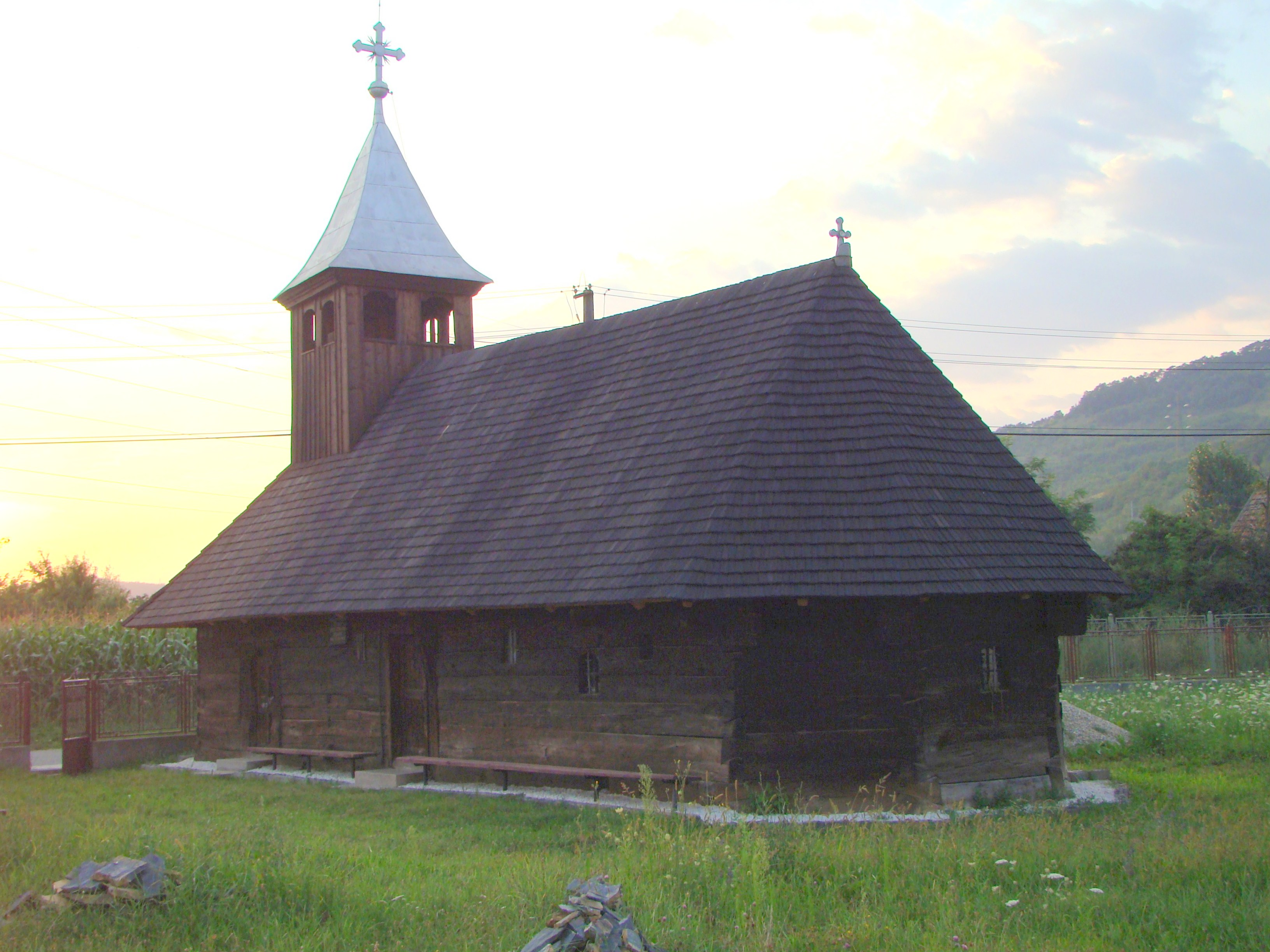
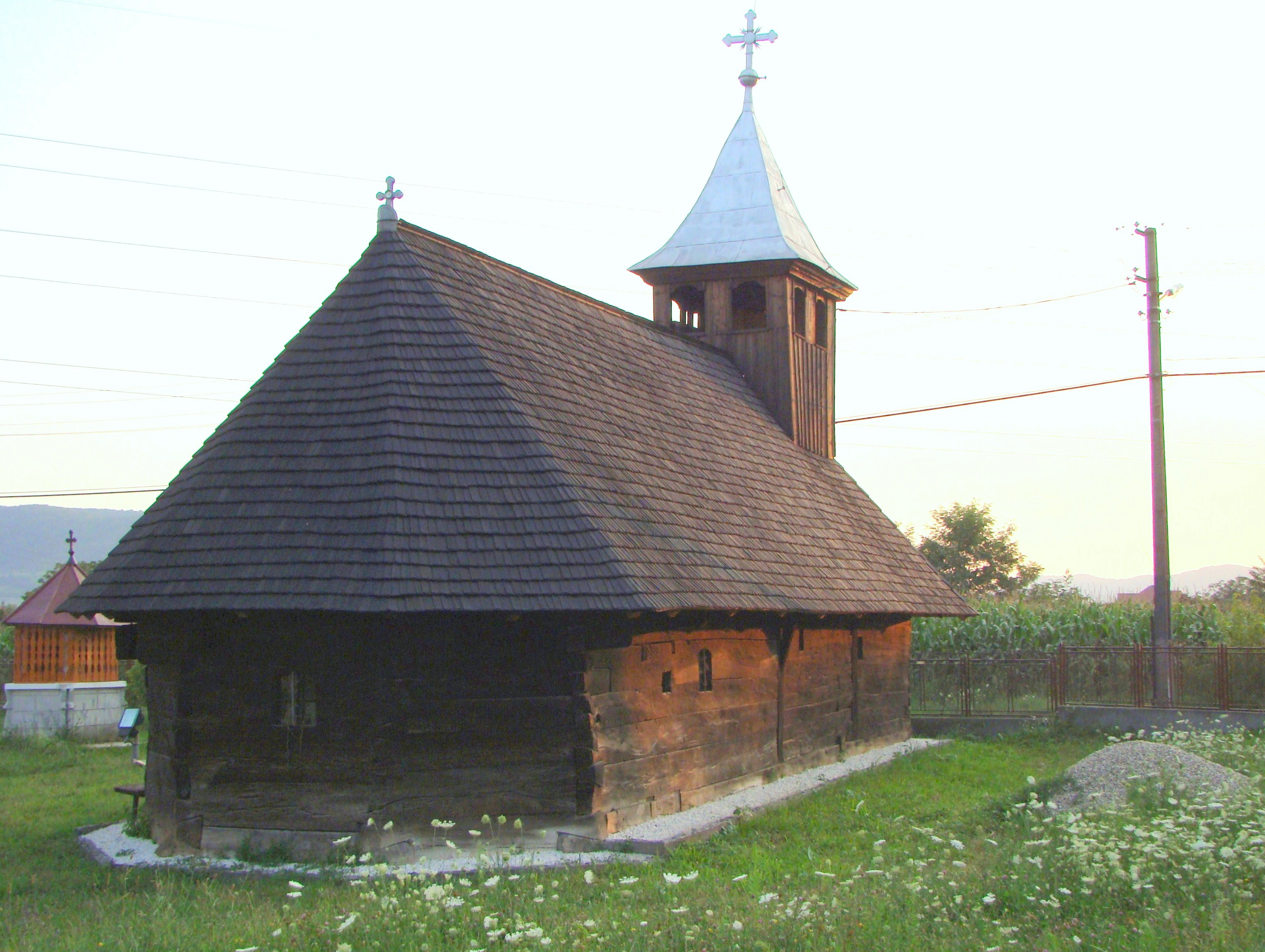
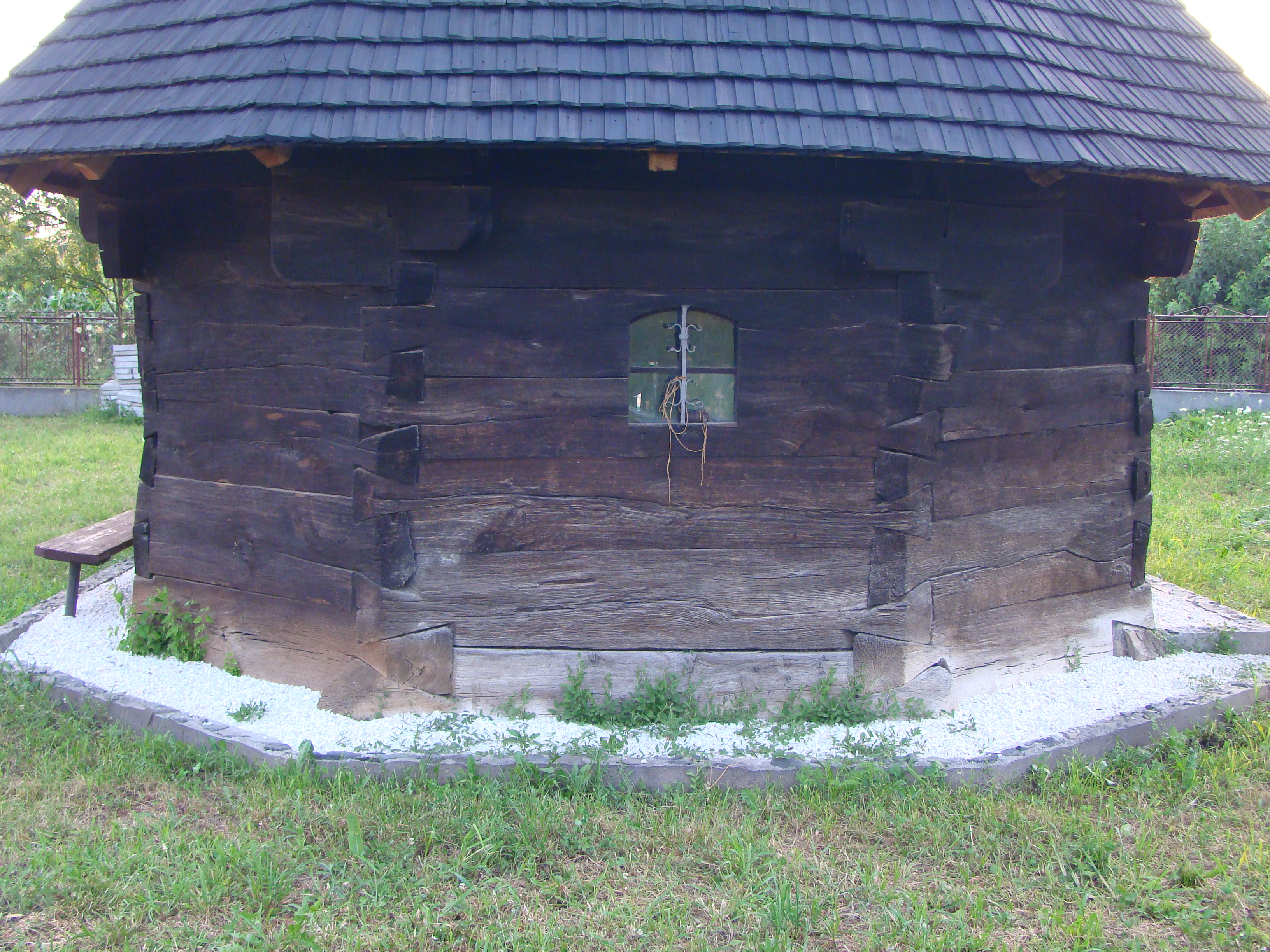
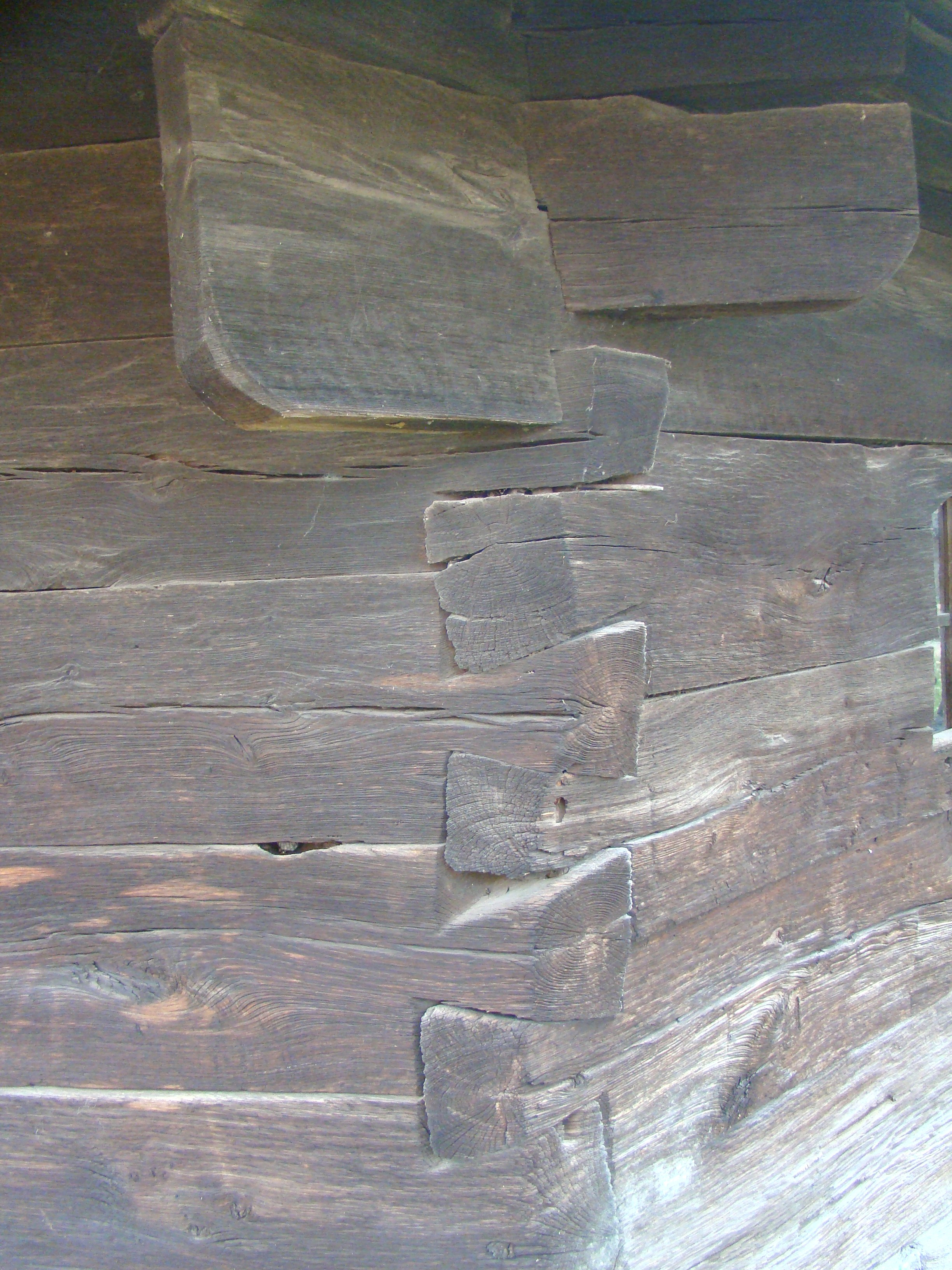
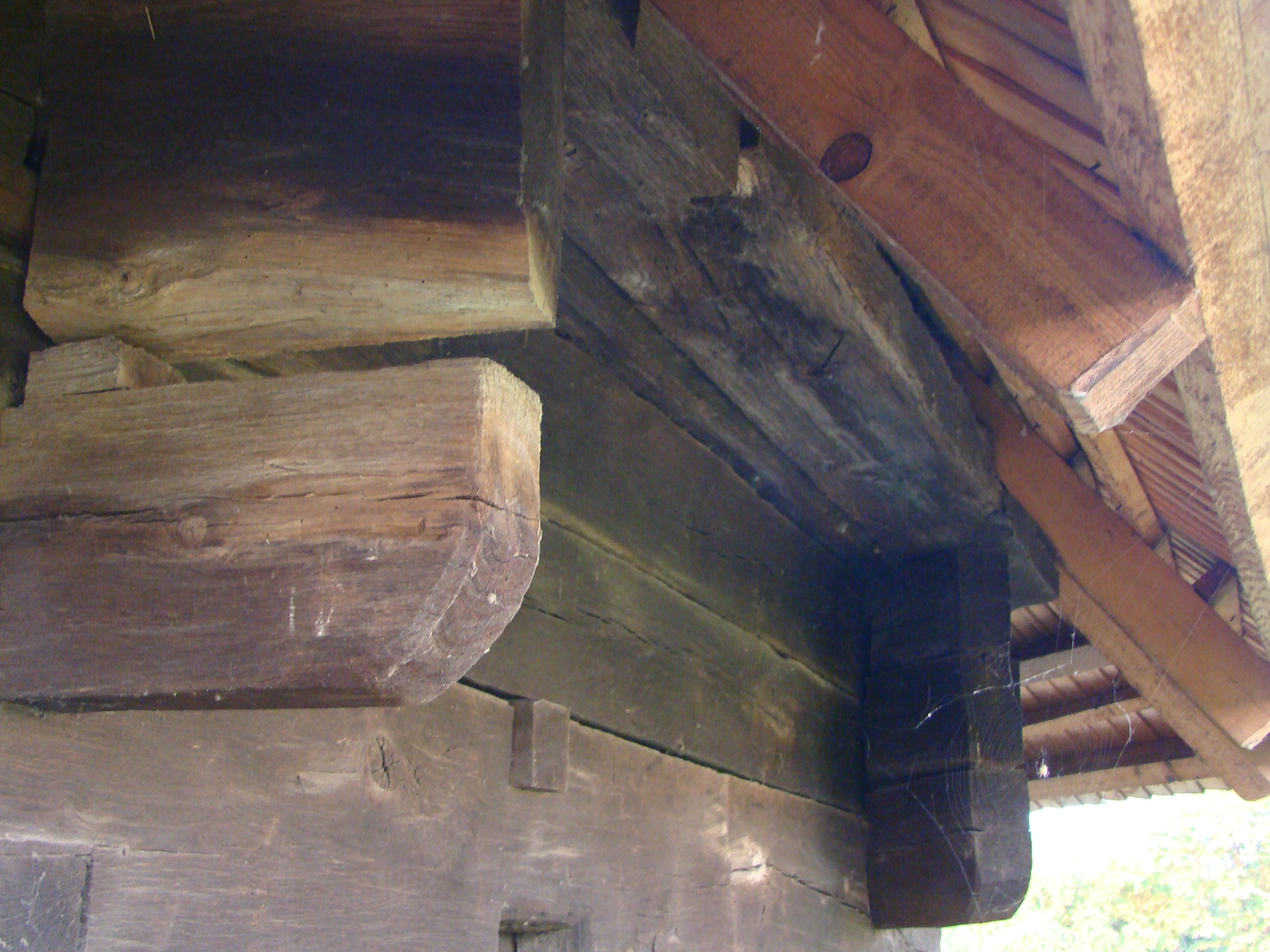
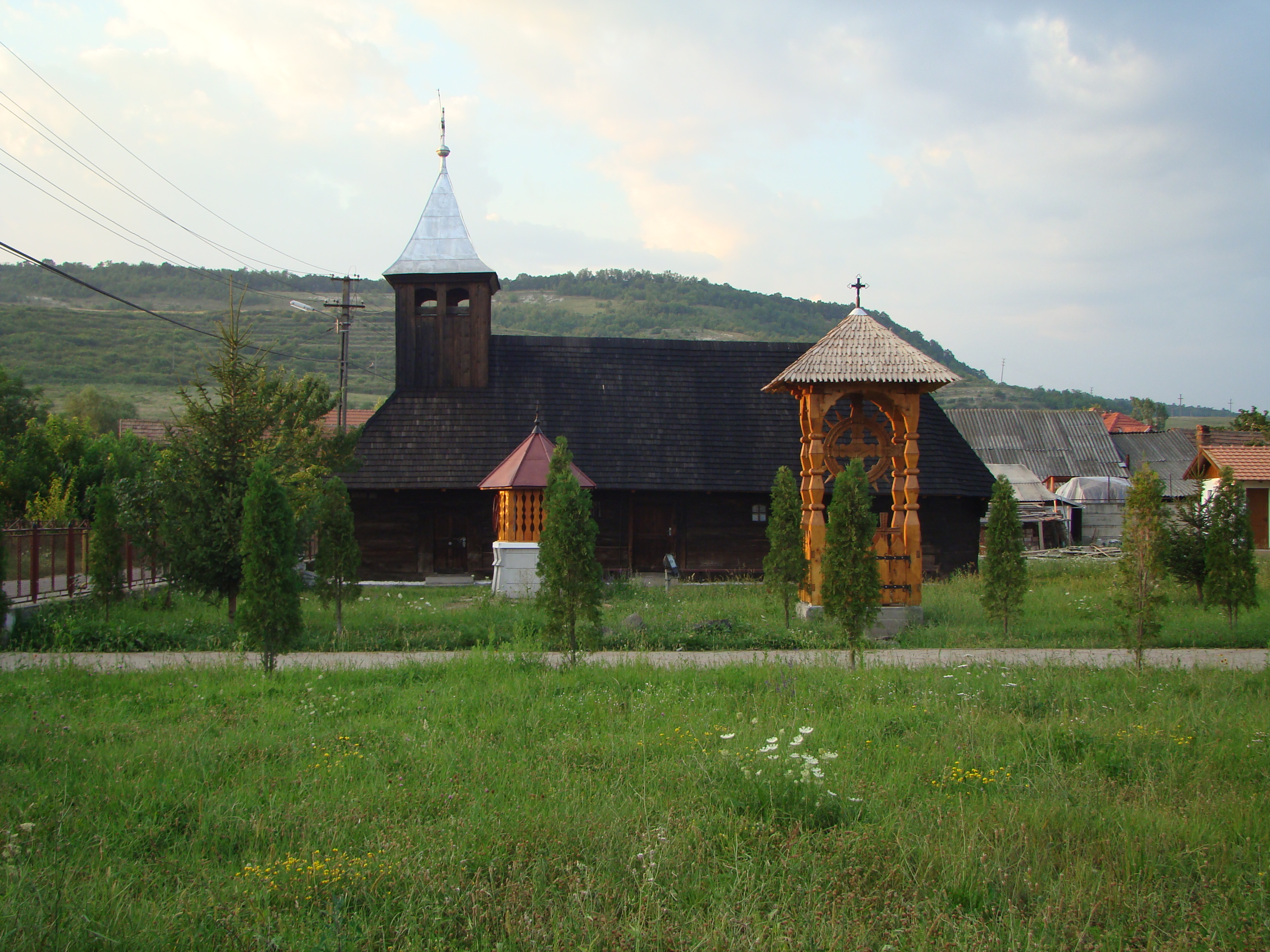
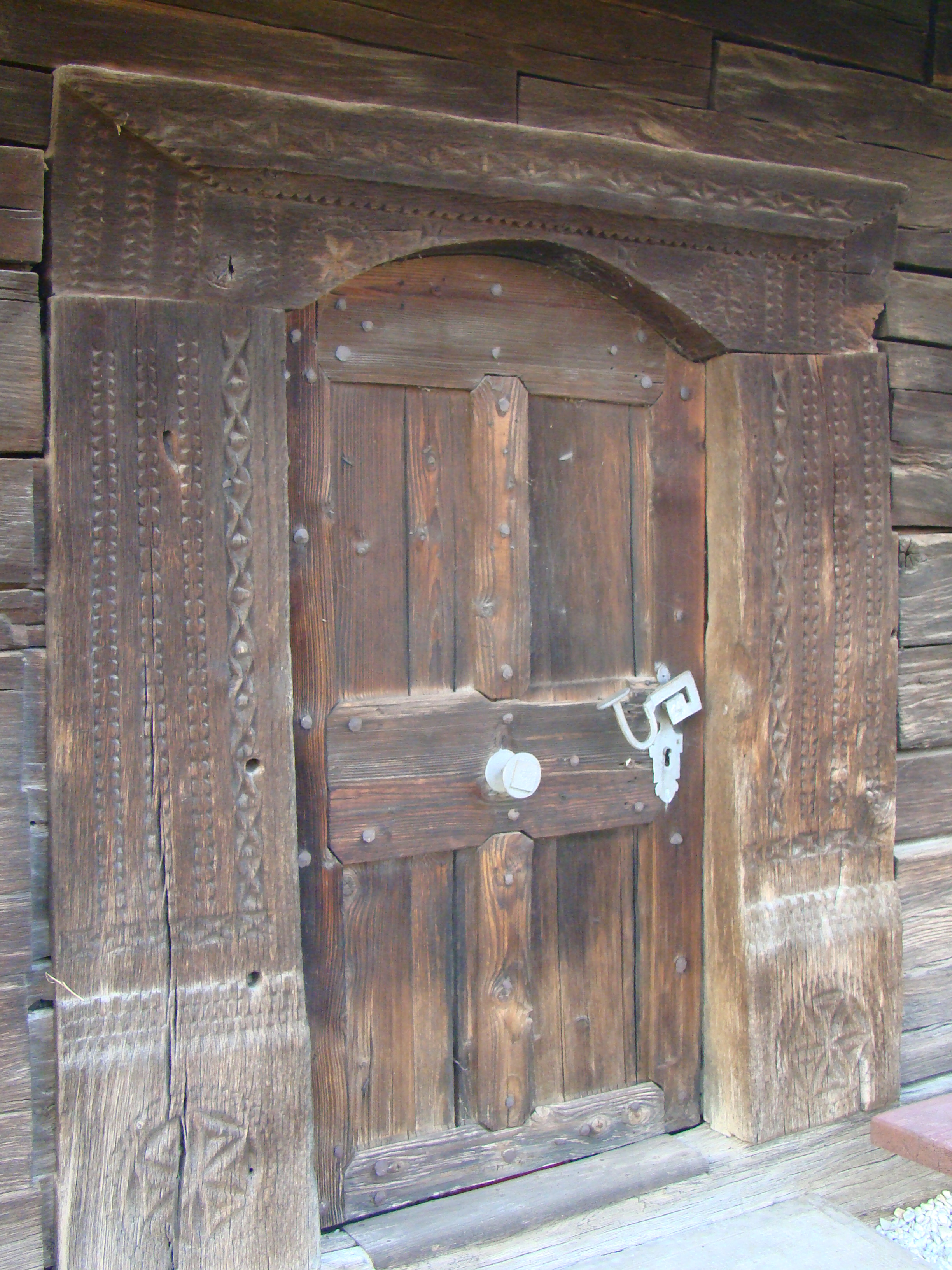
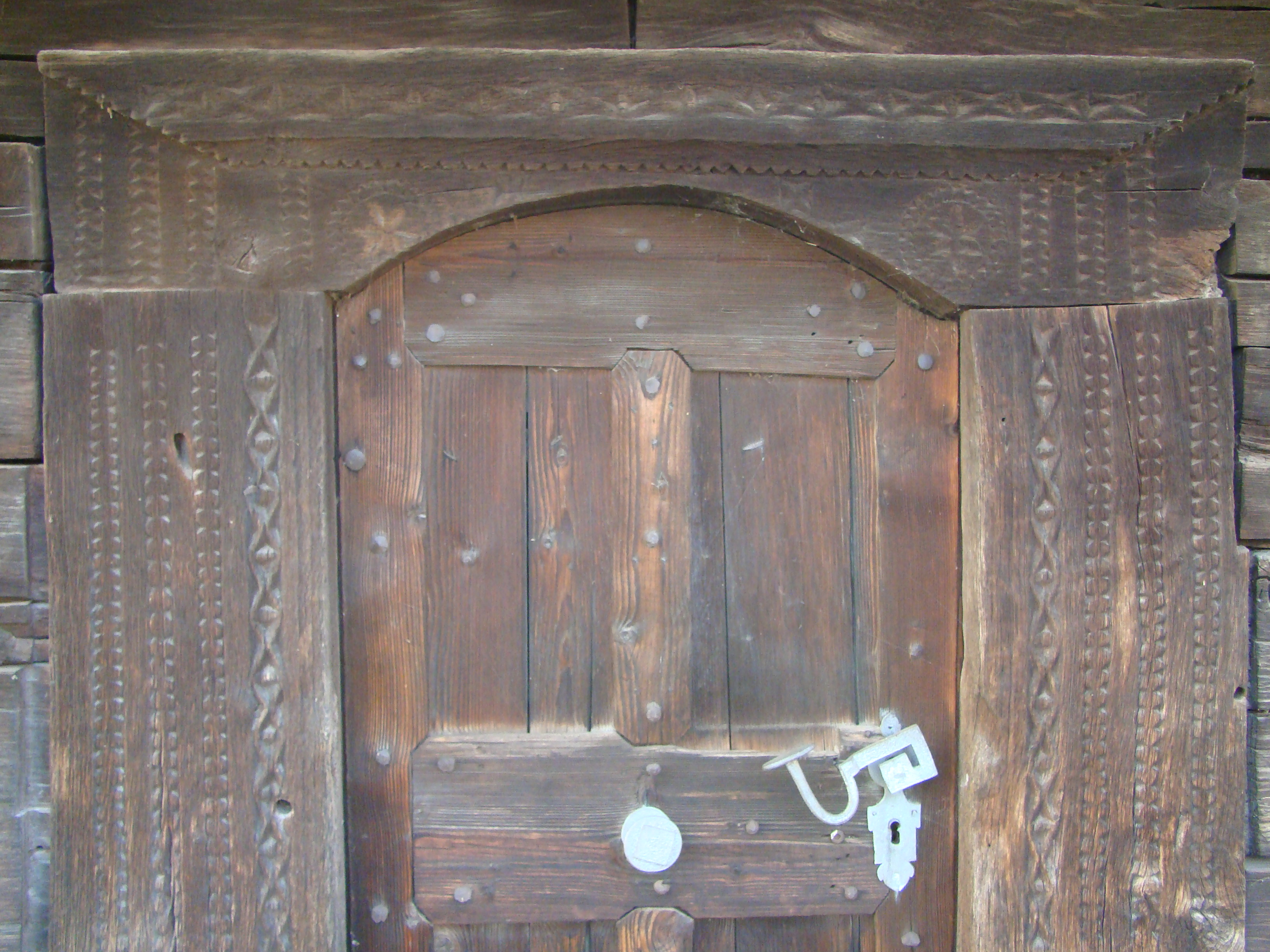
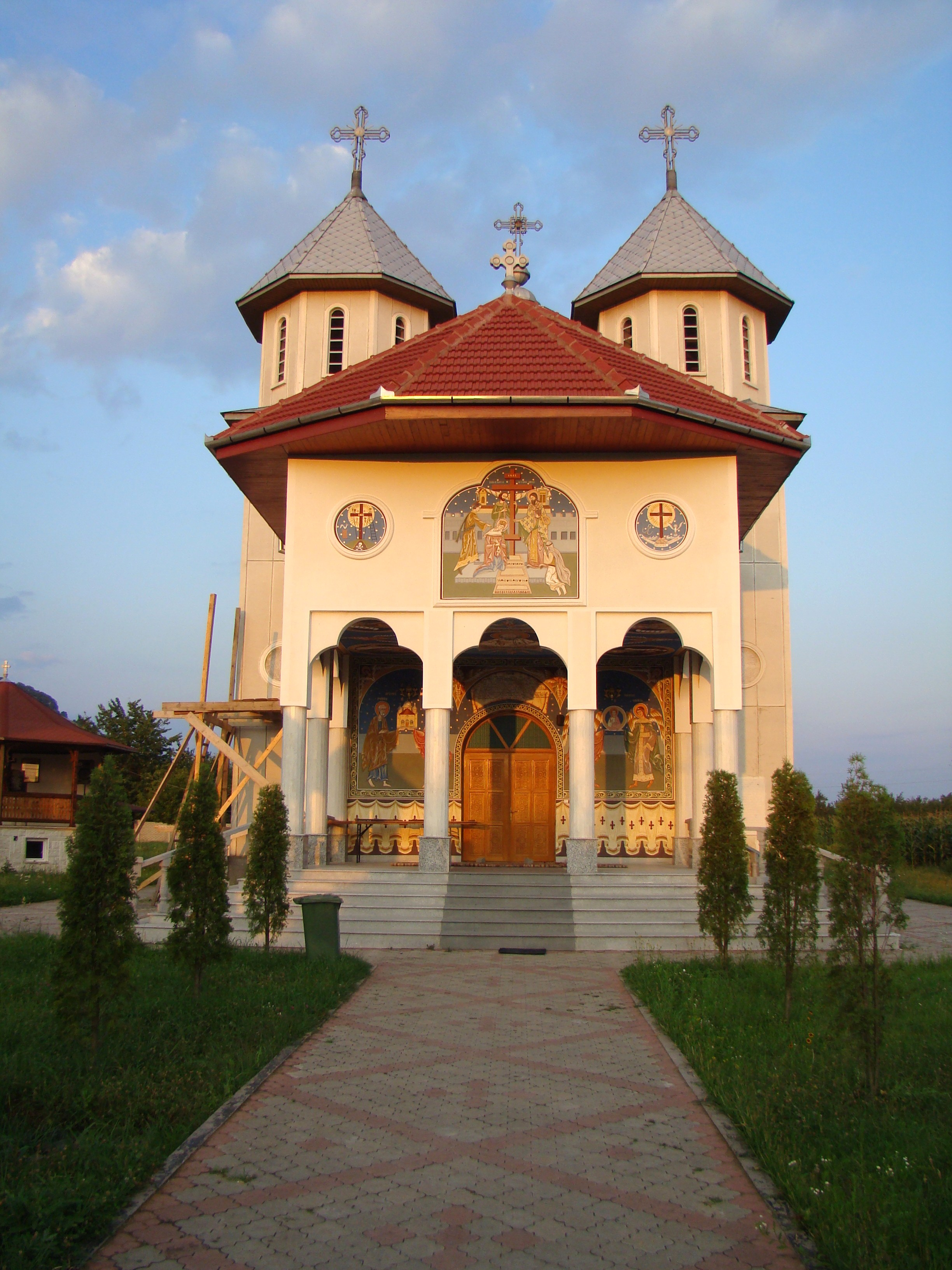
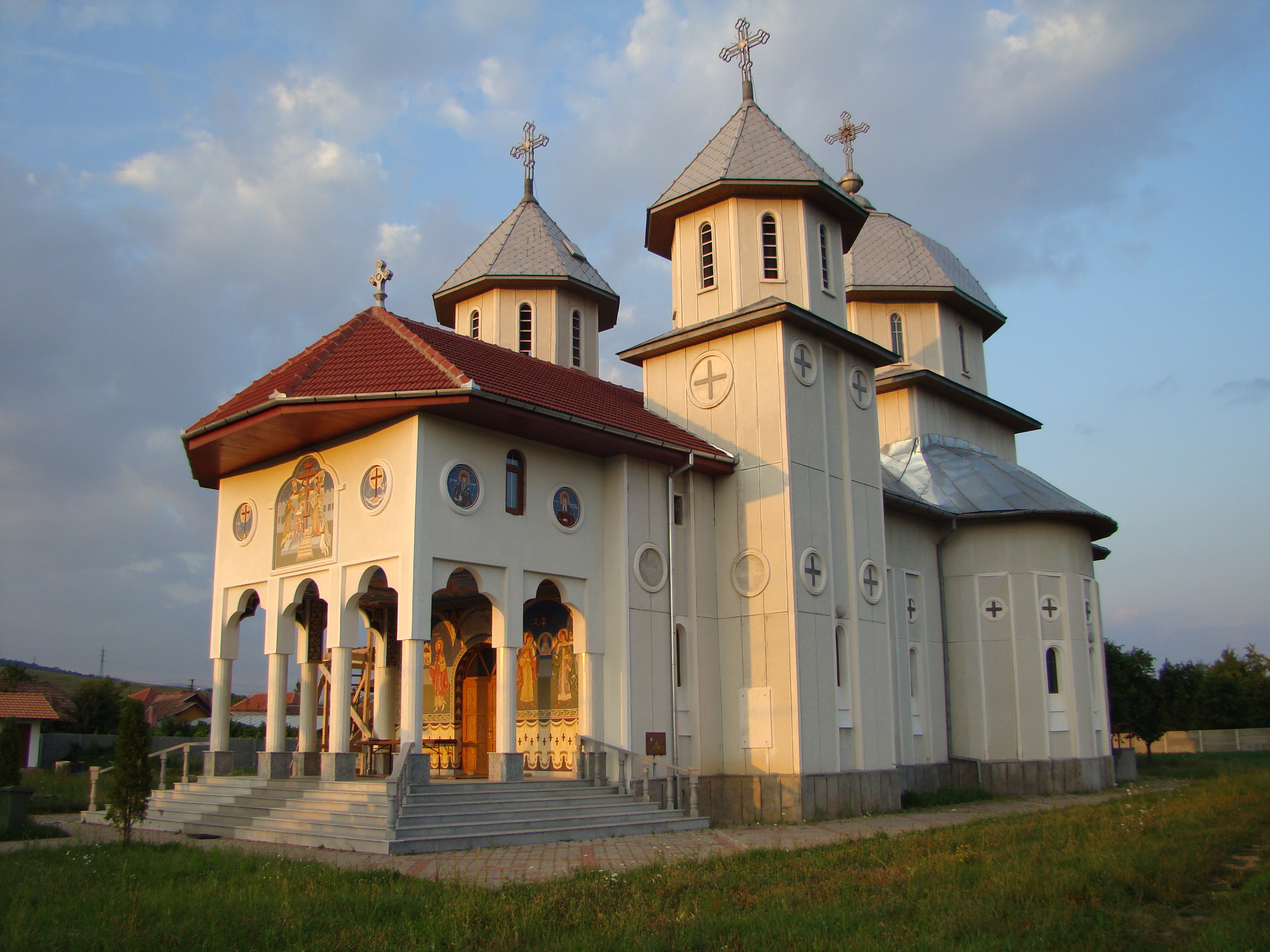

## Imagini din interior

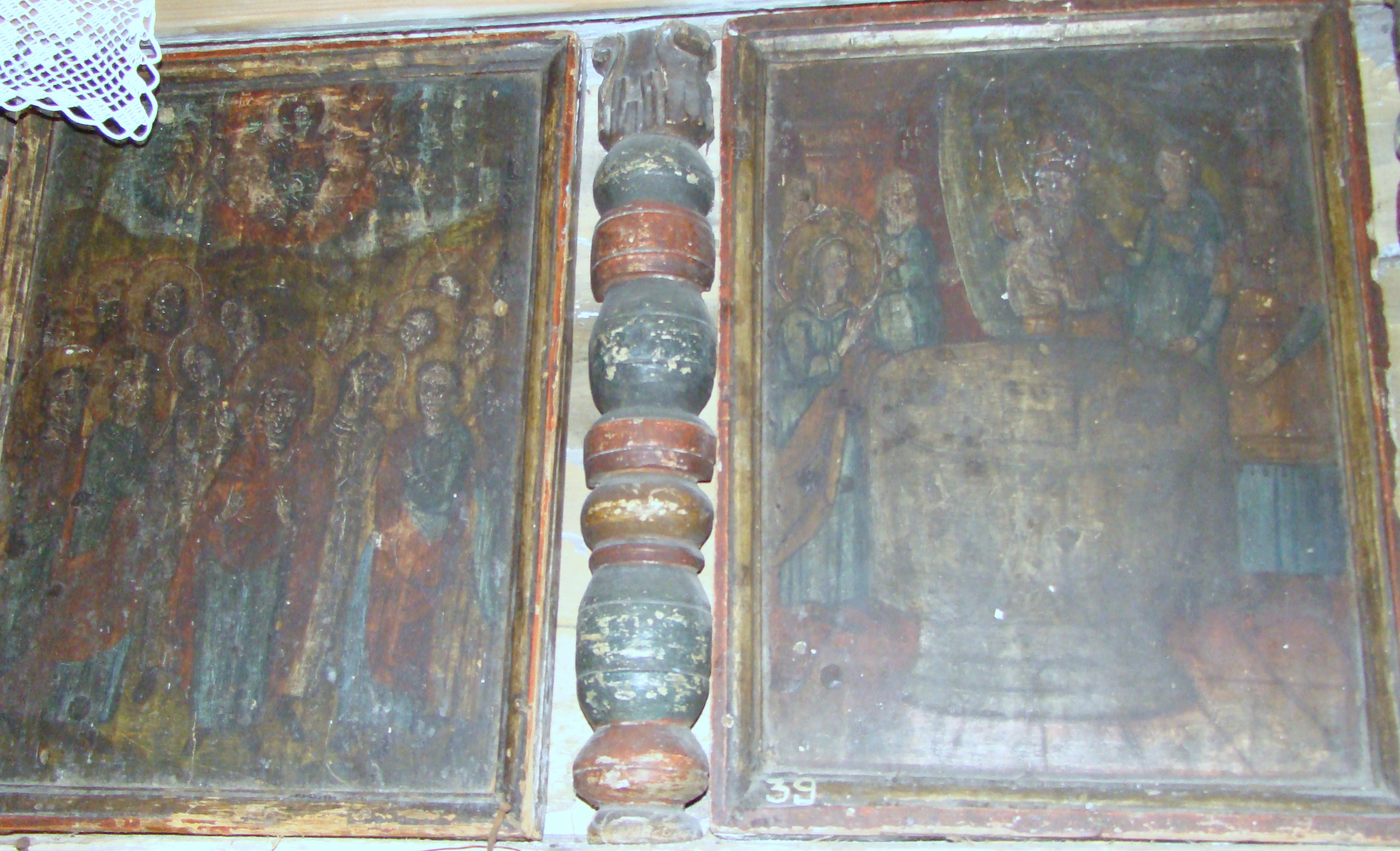
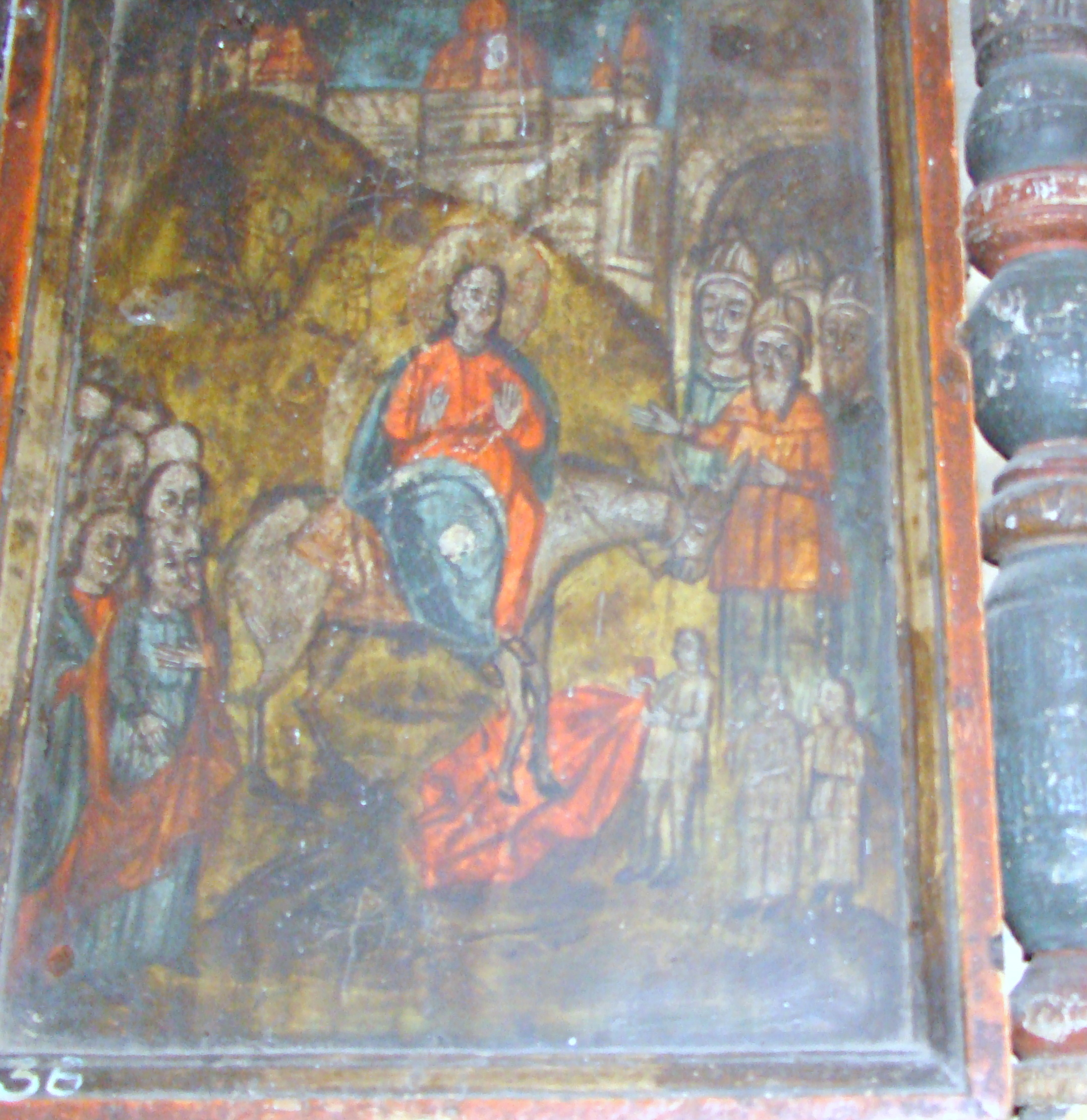
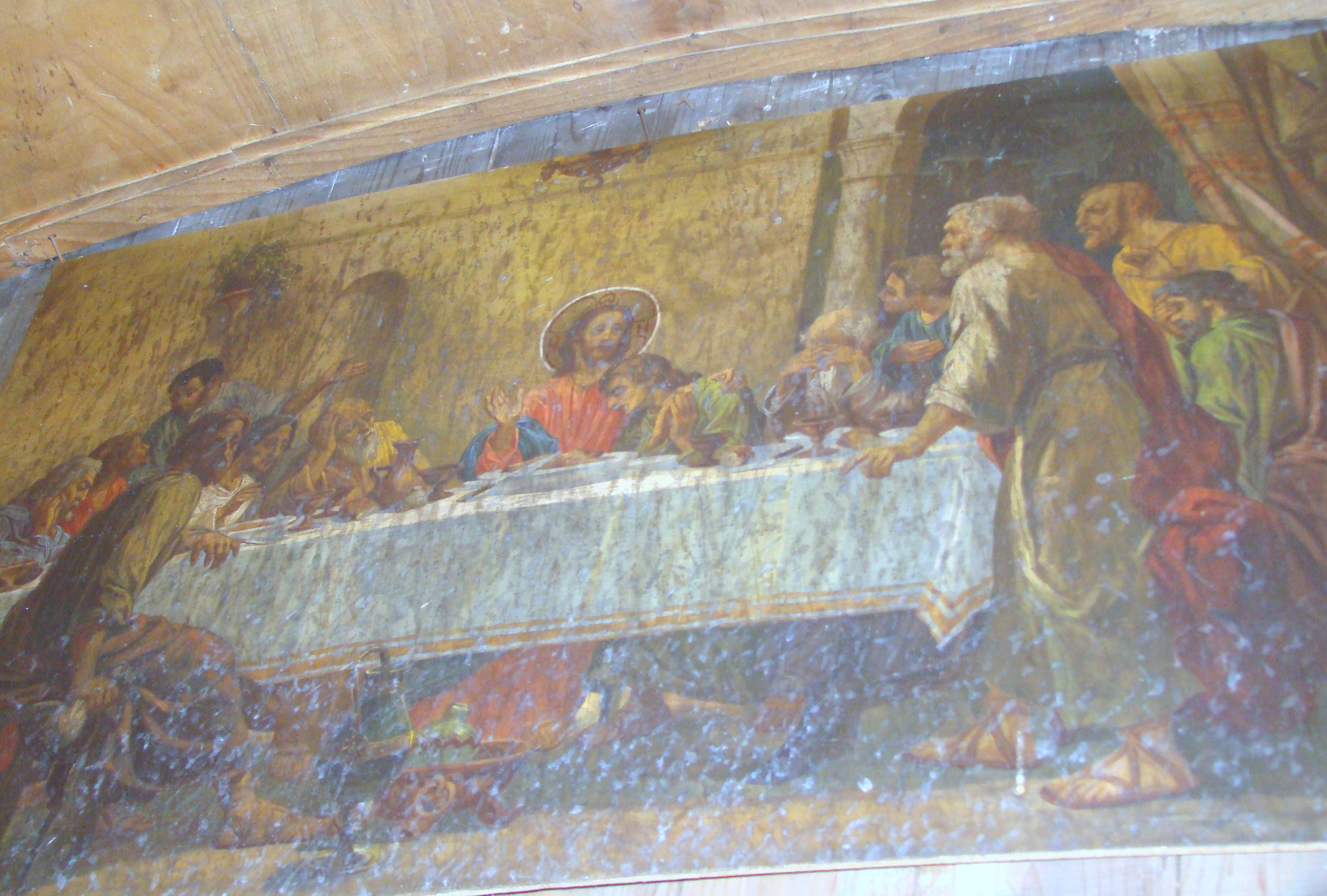
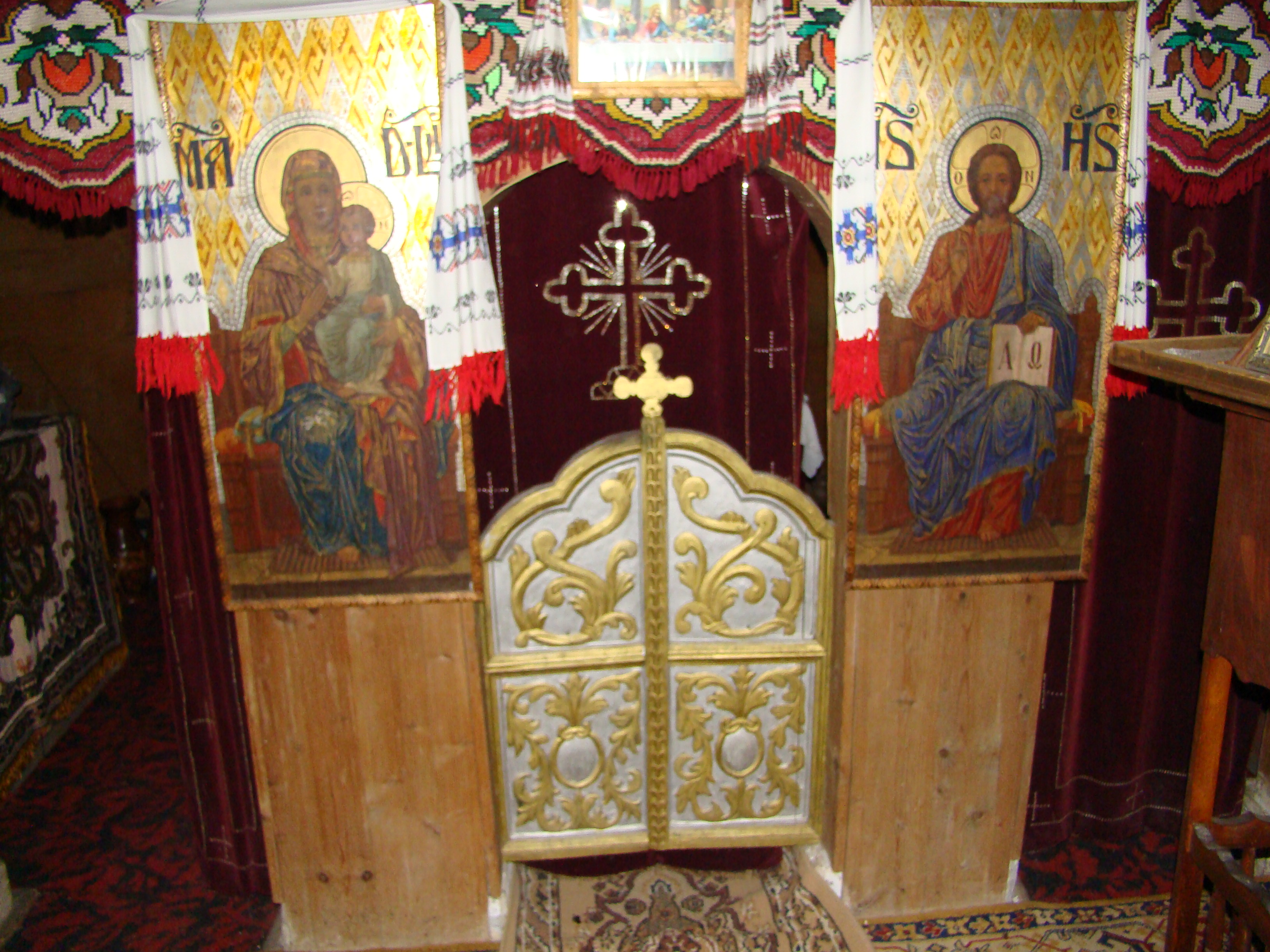
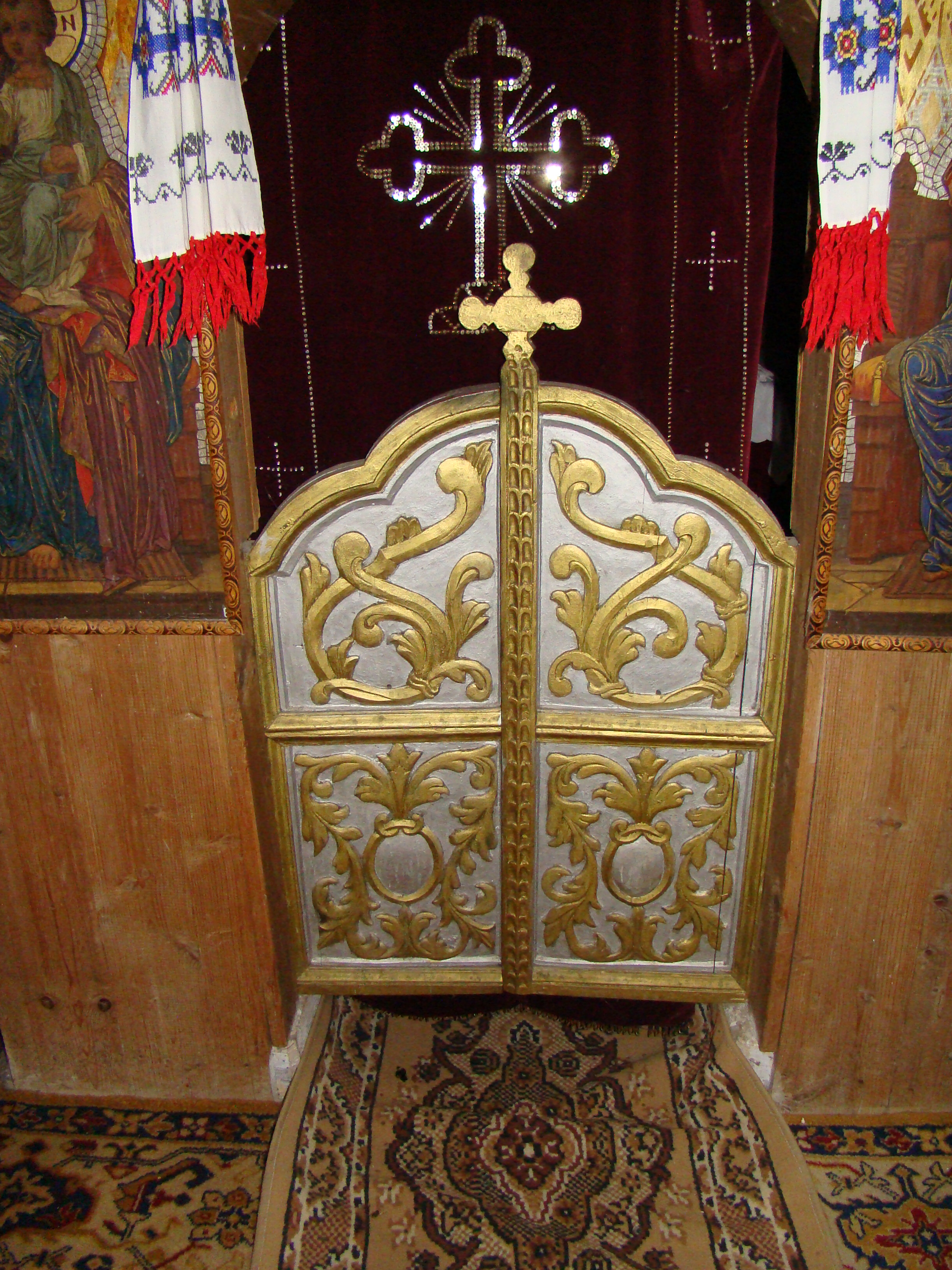
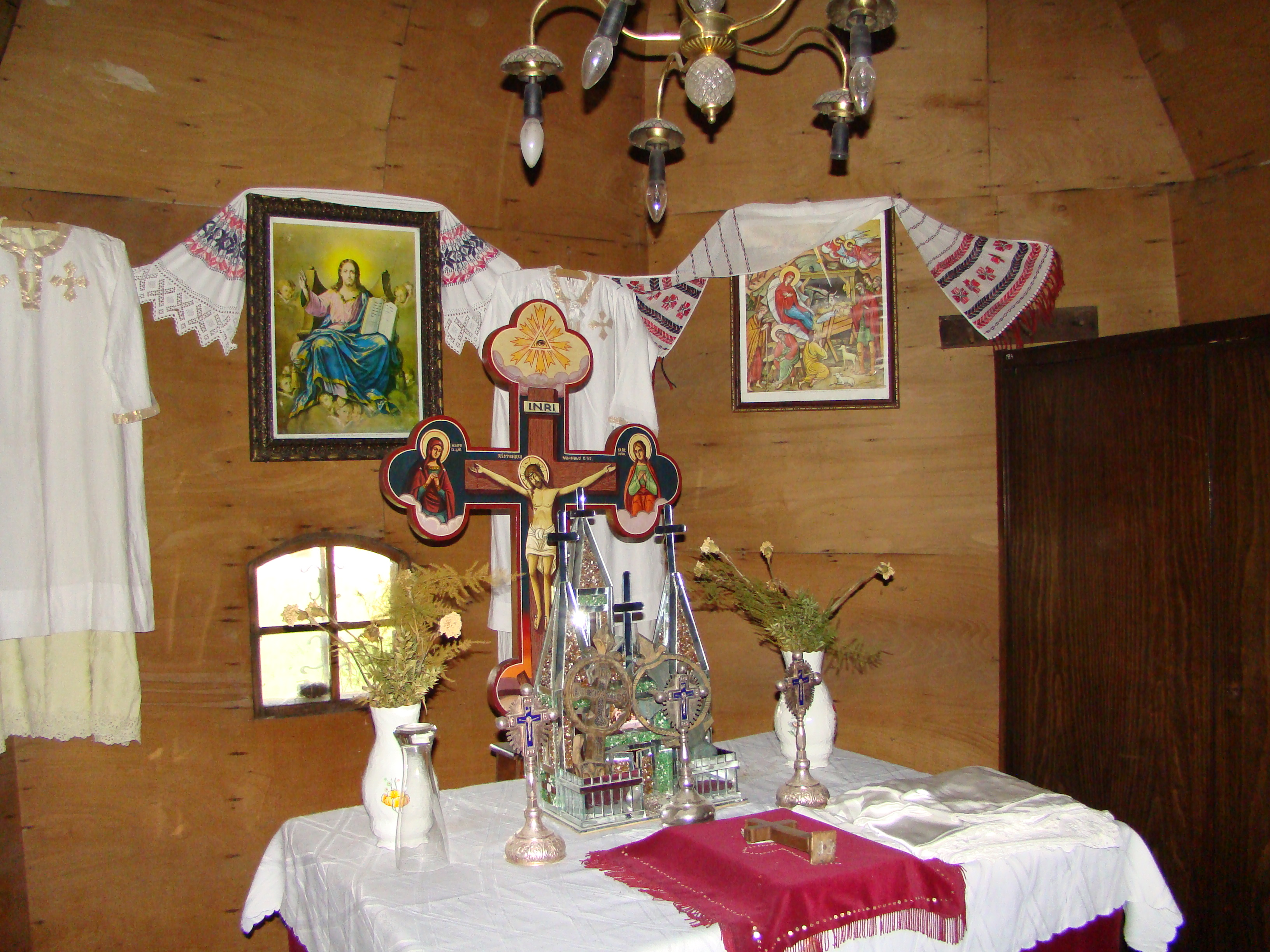
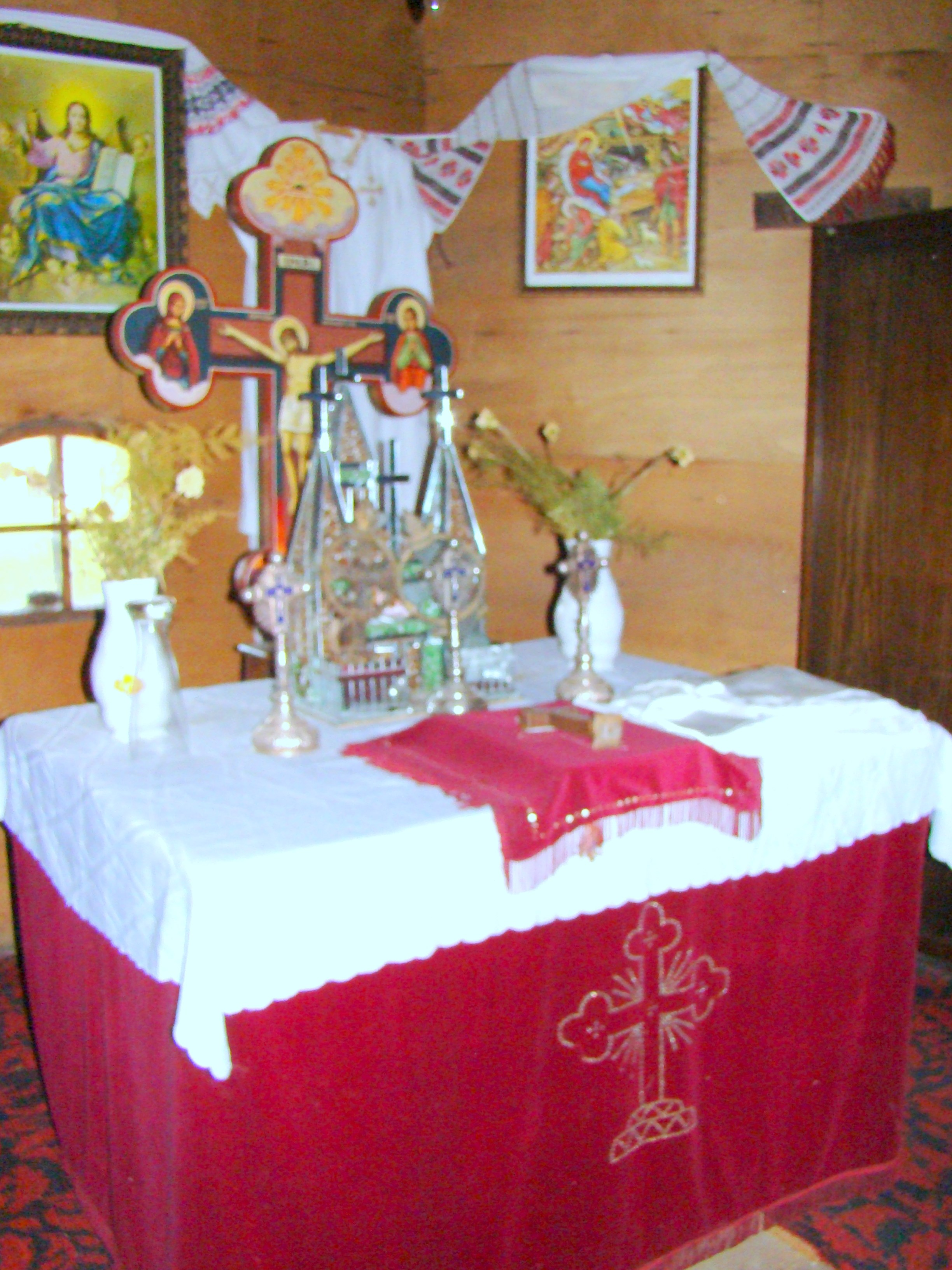
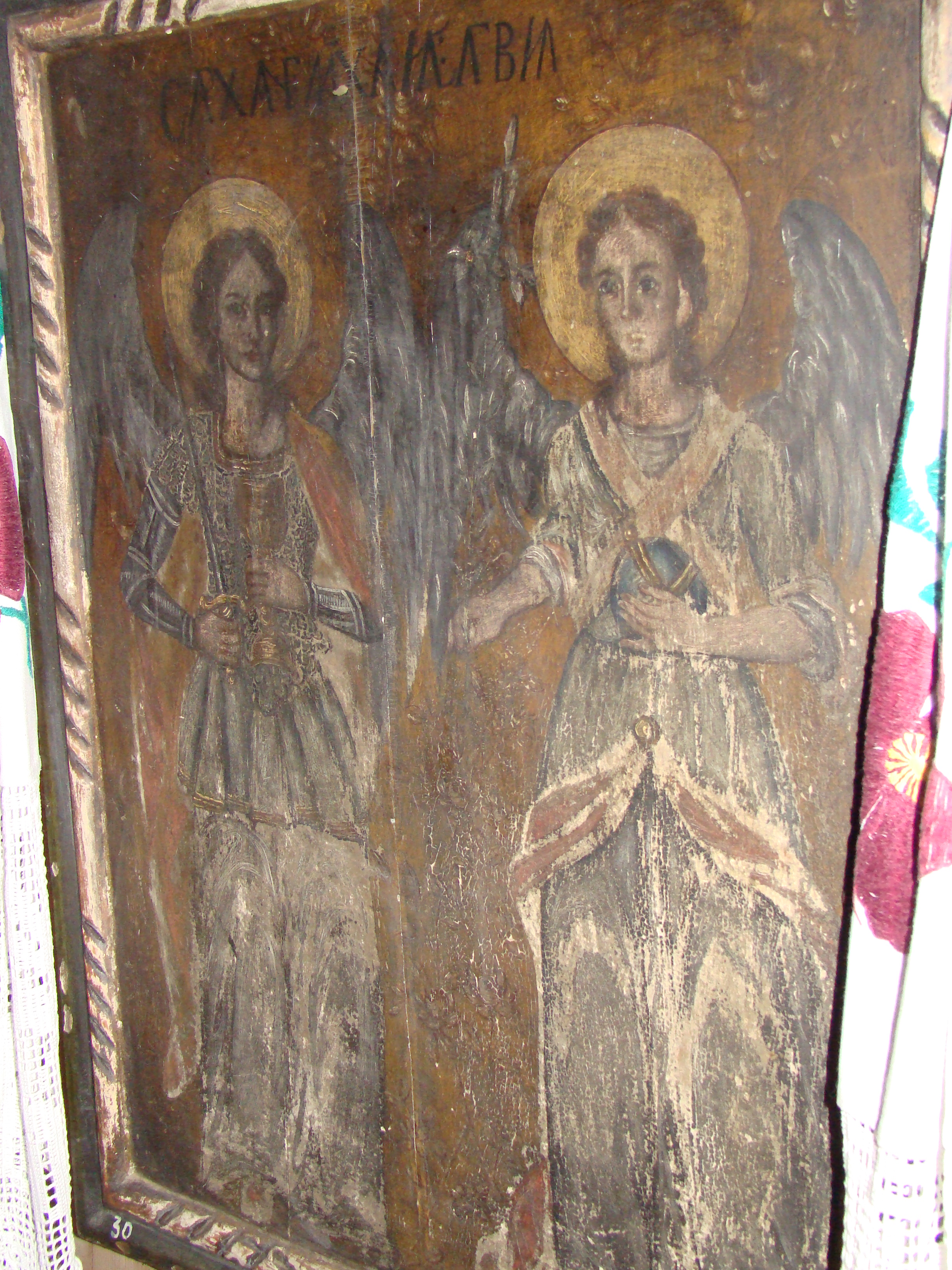
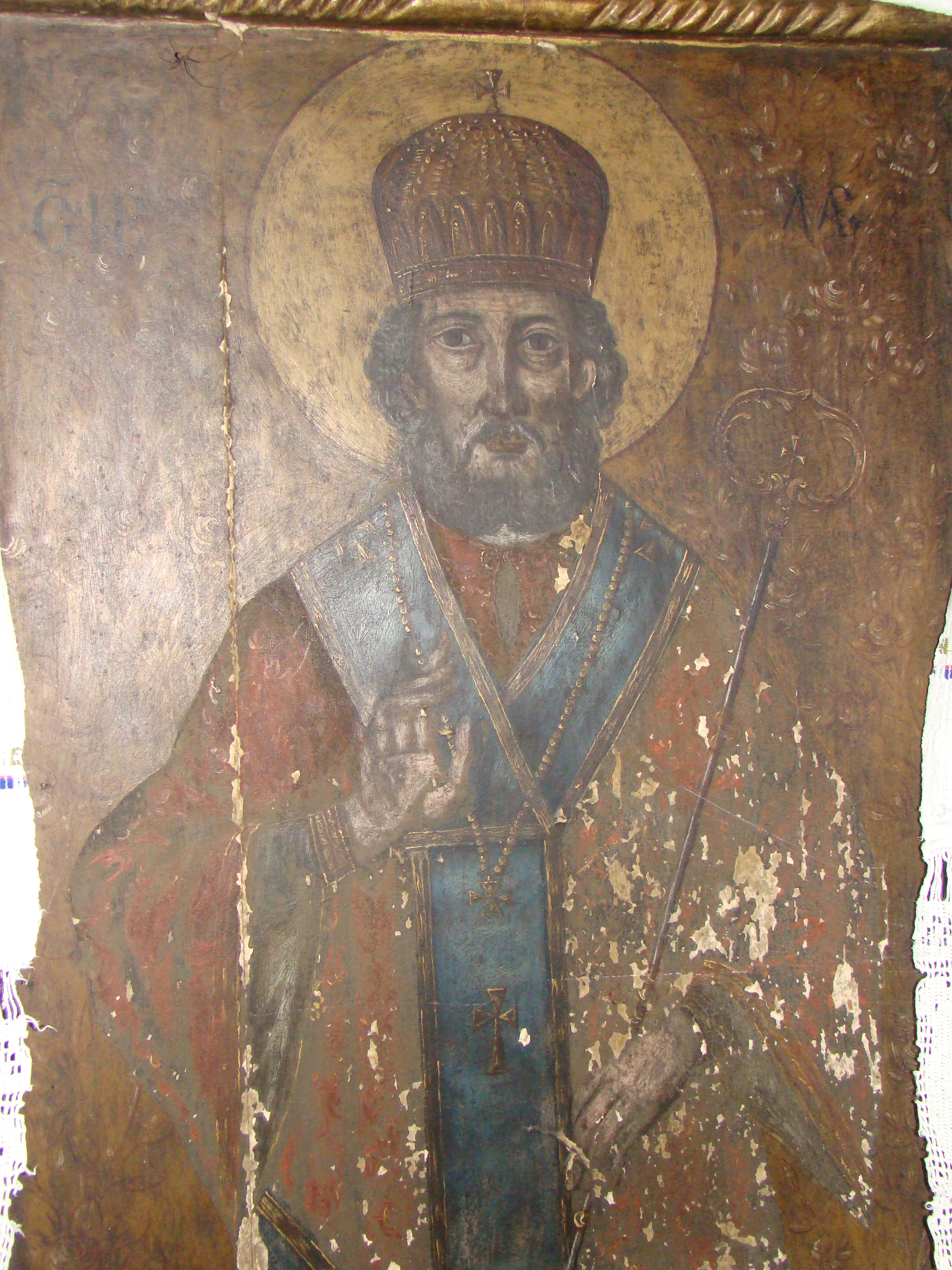
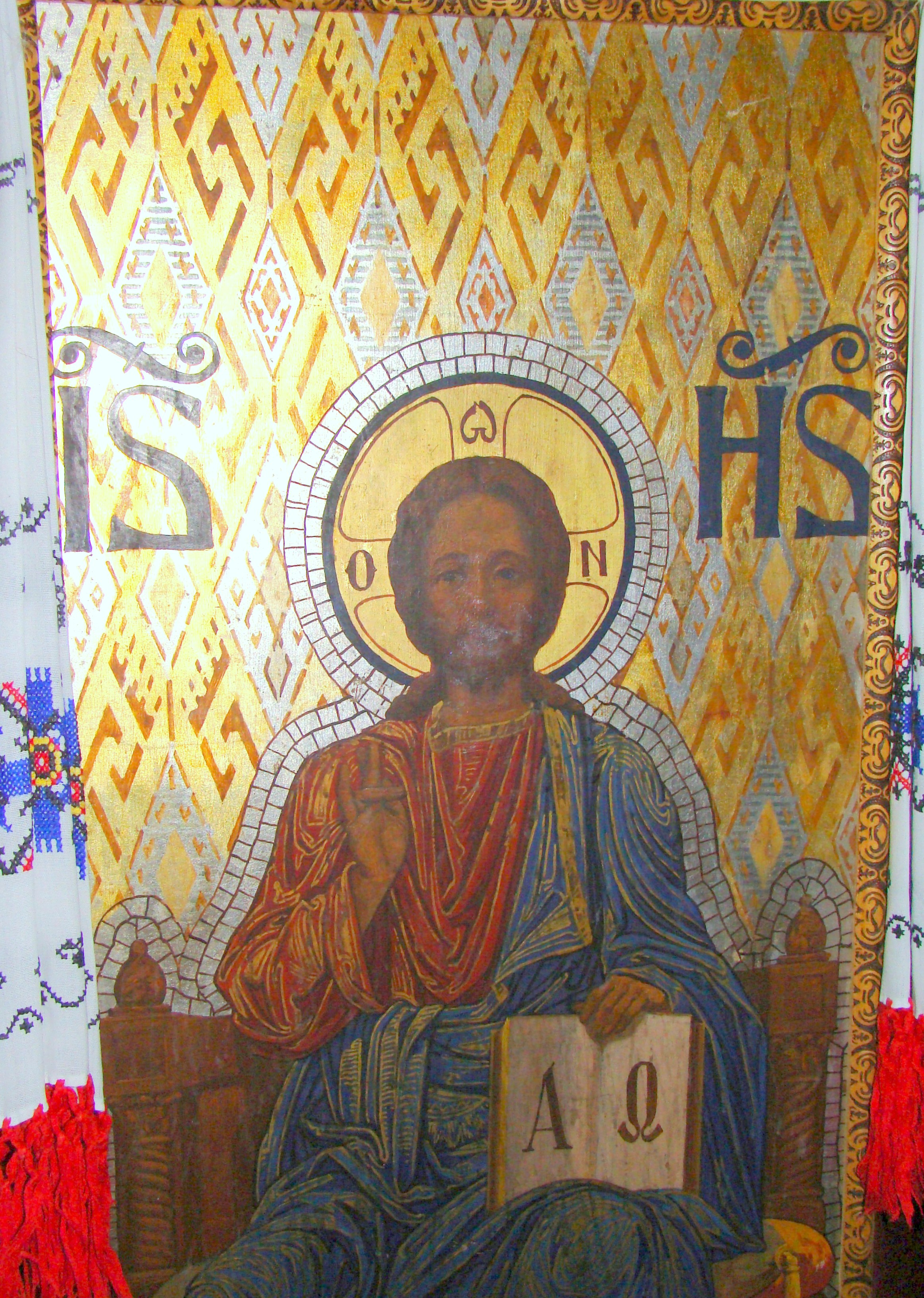
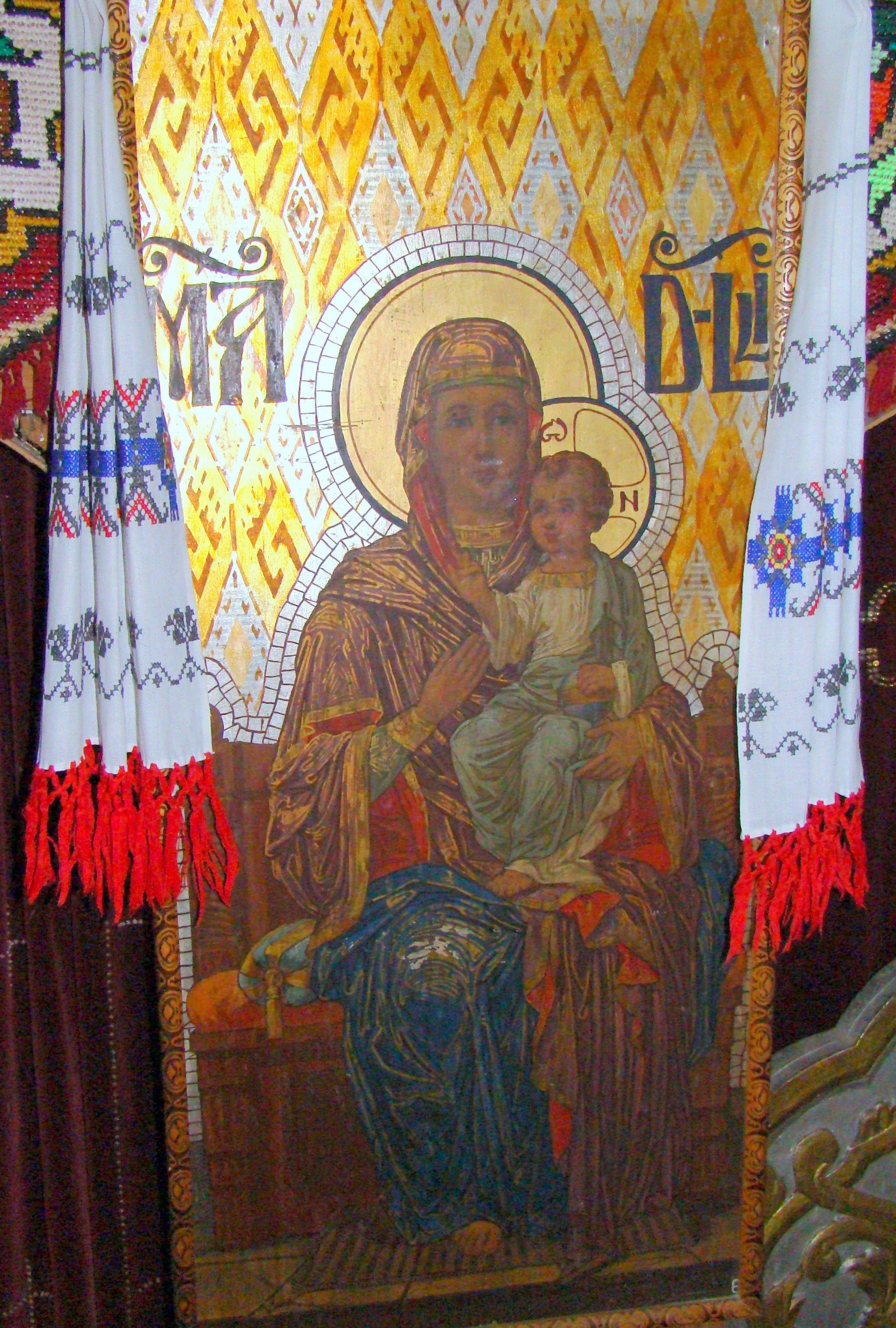
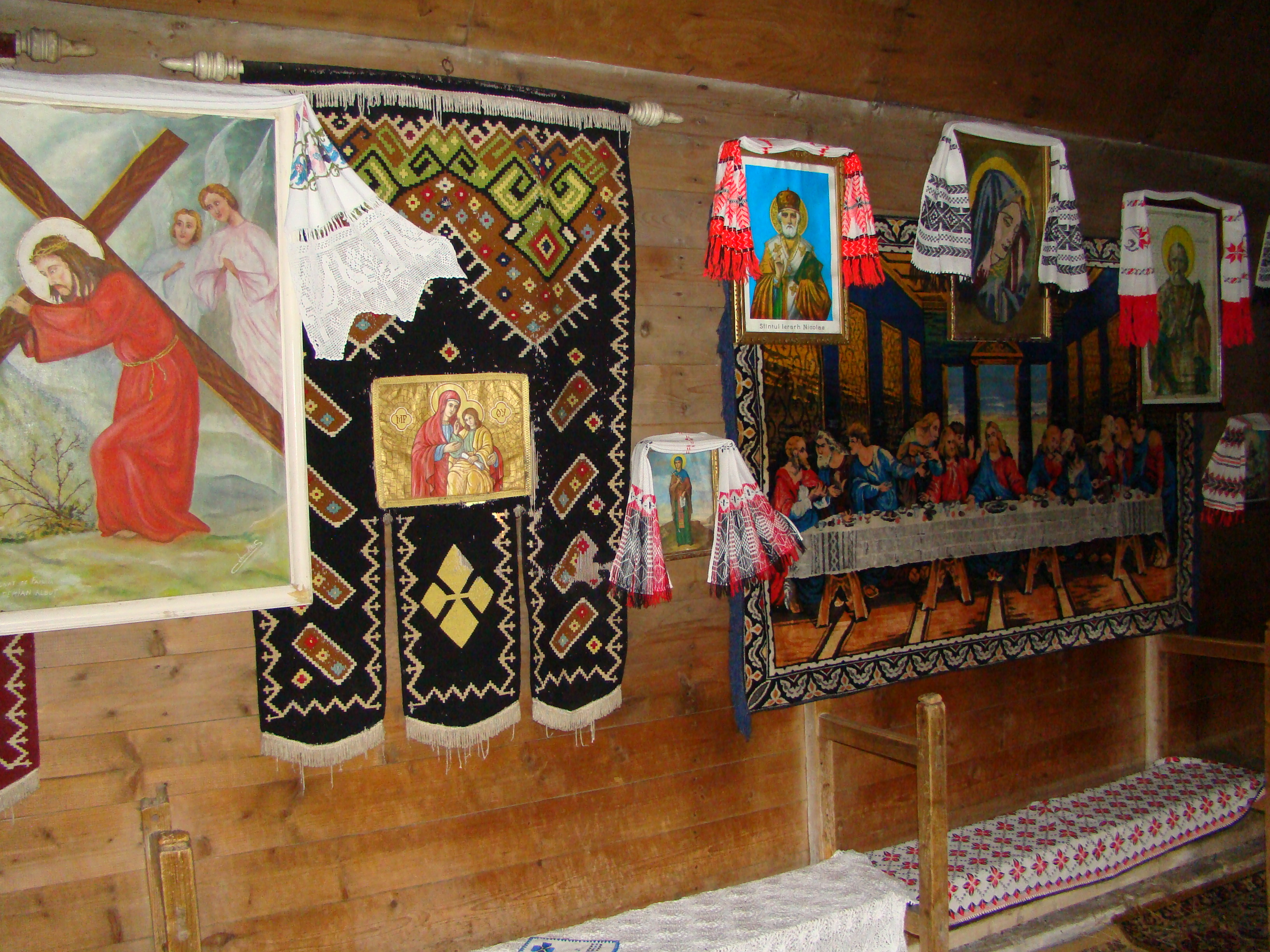
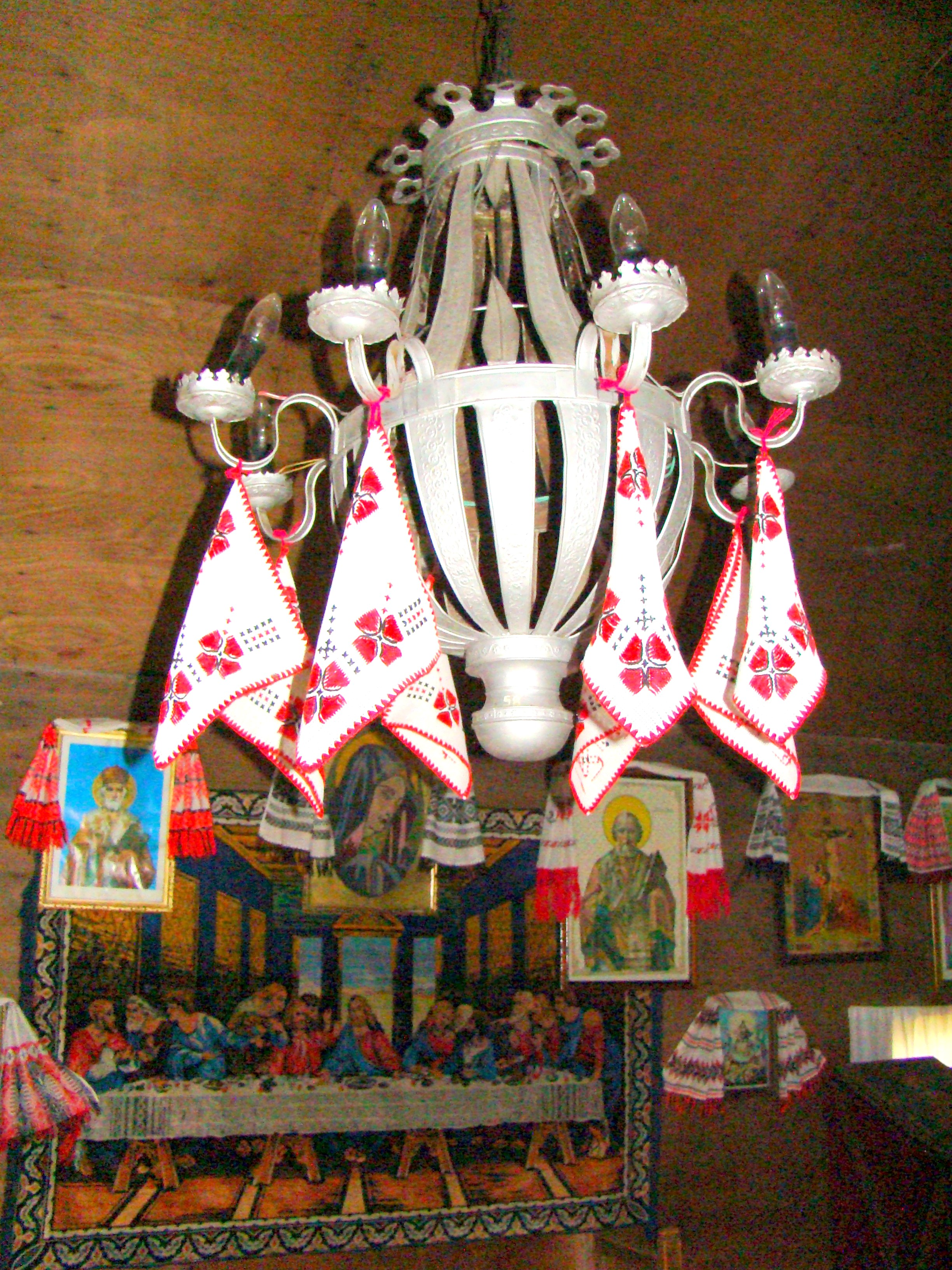
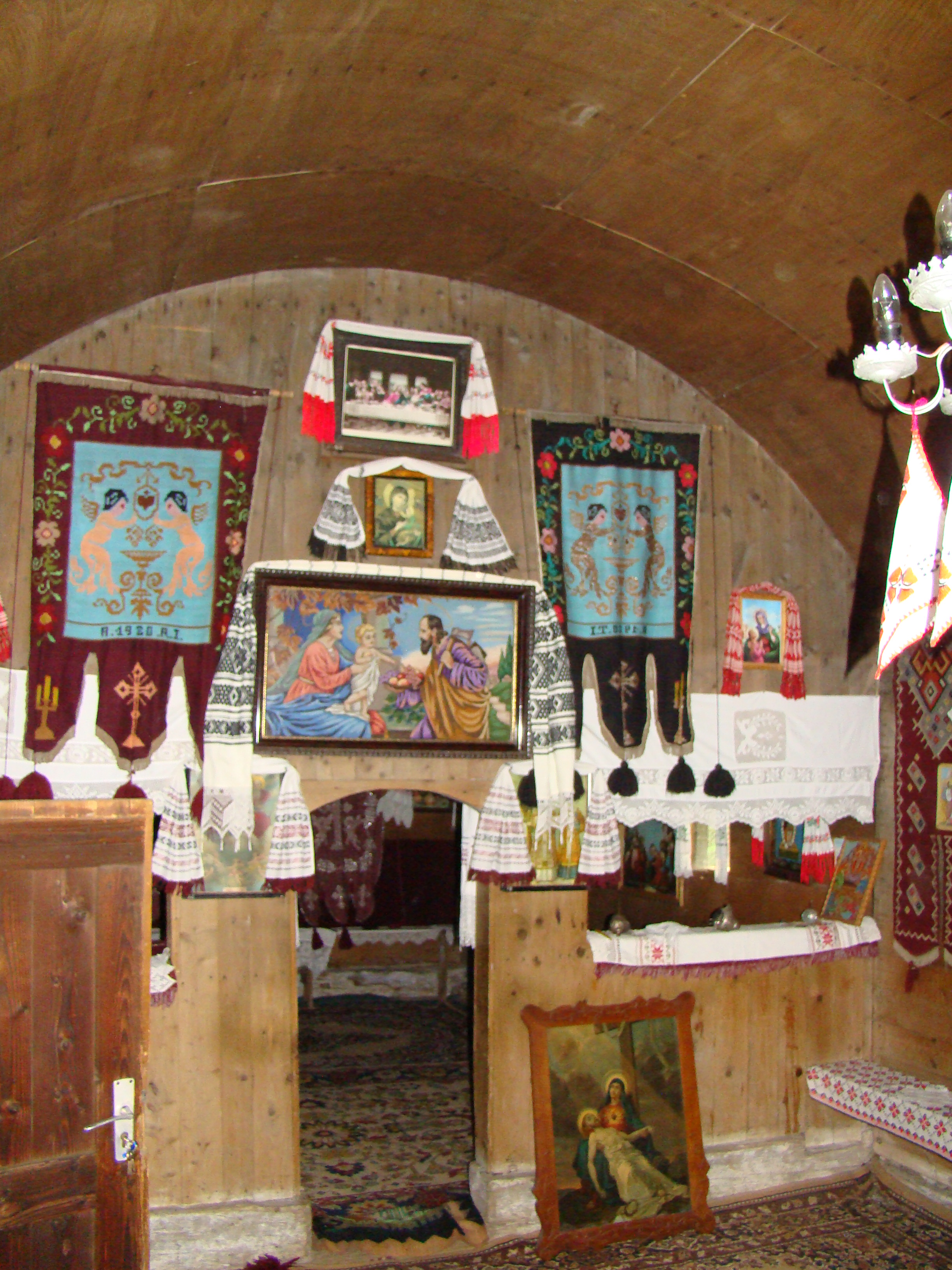
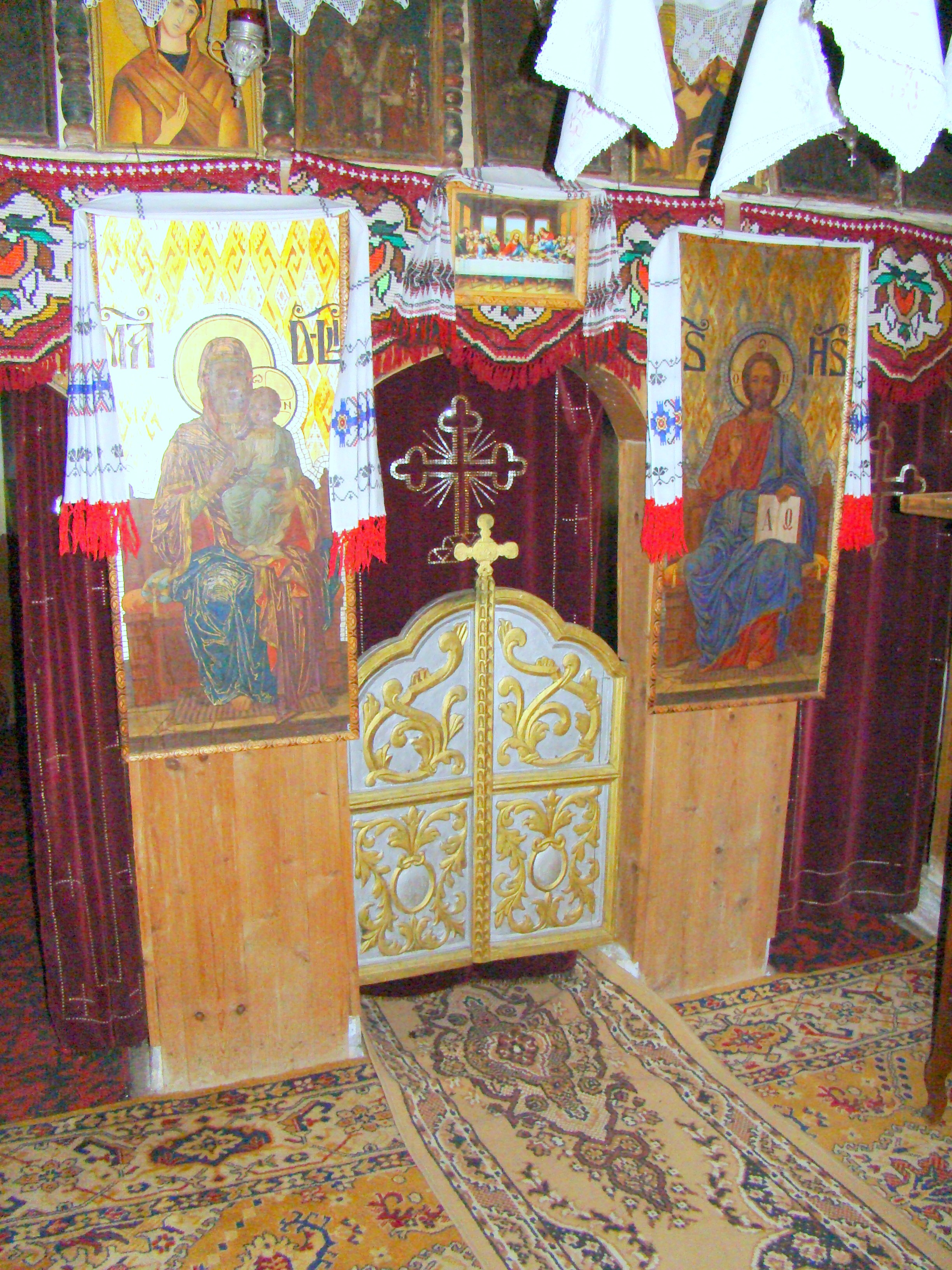
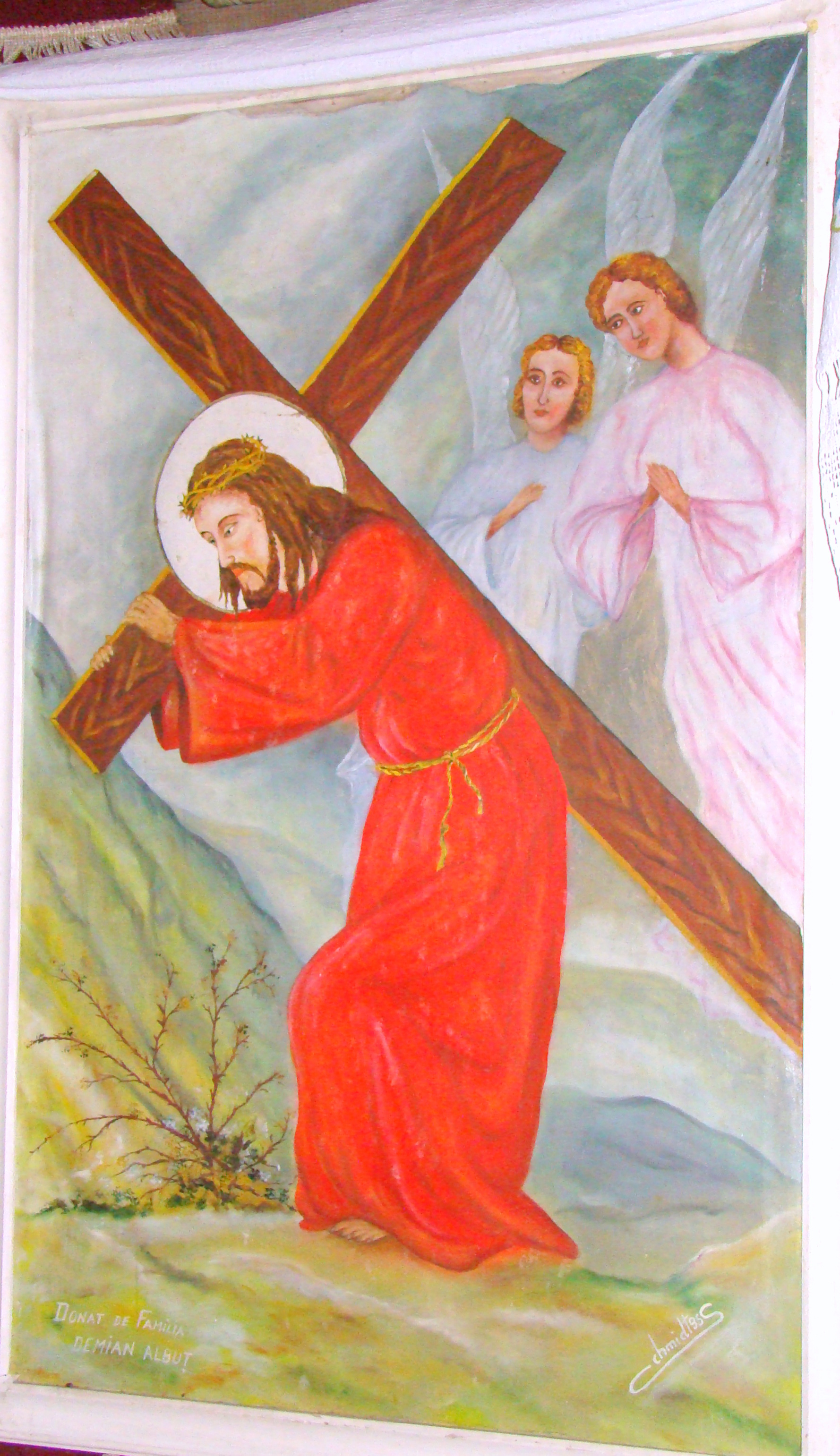
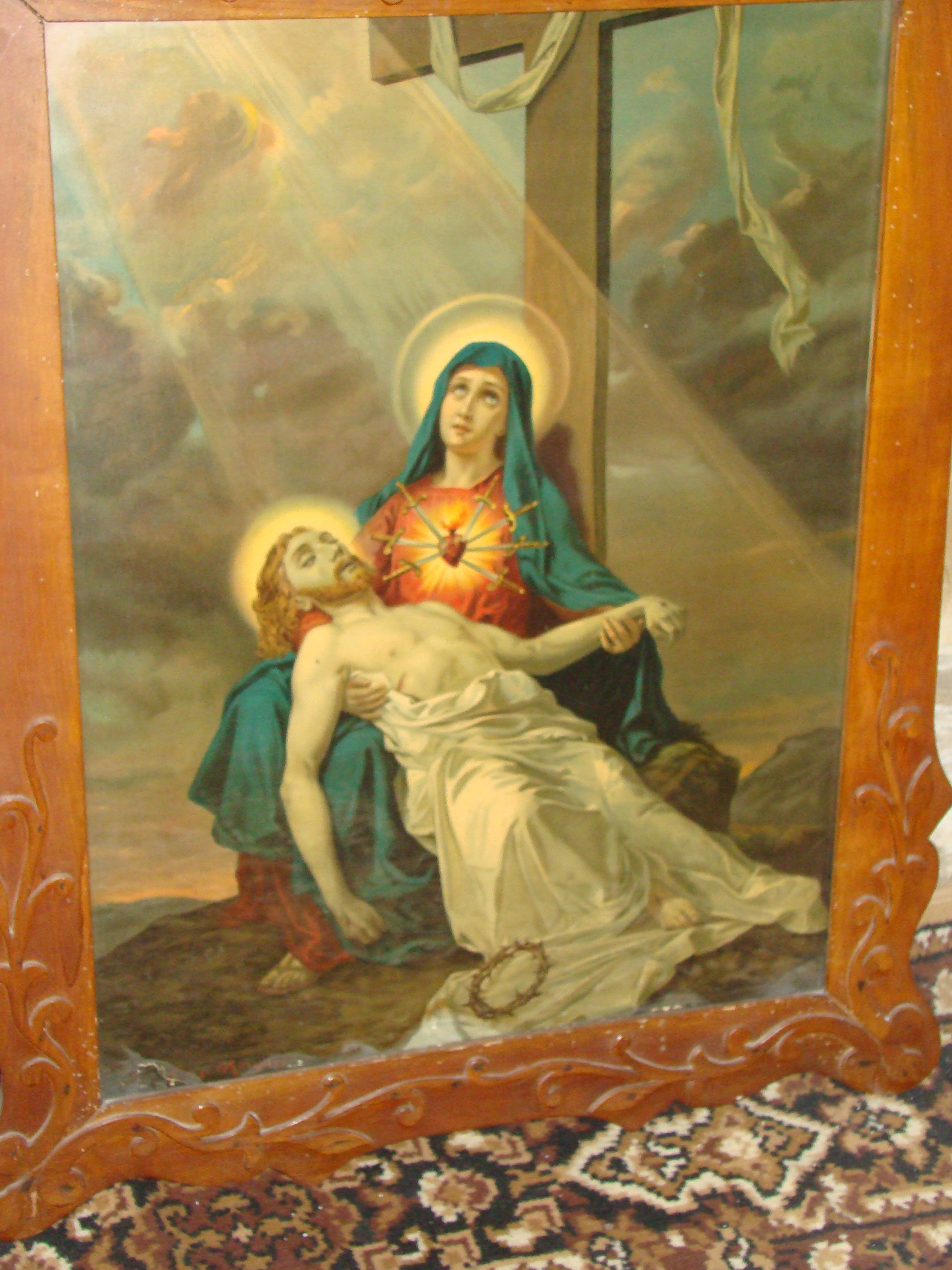
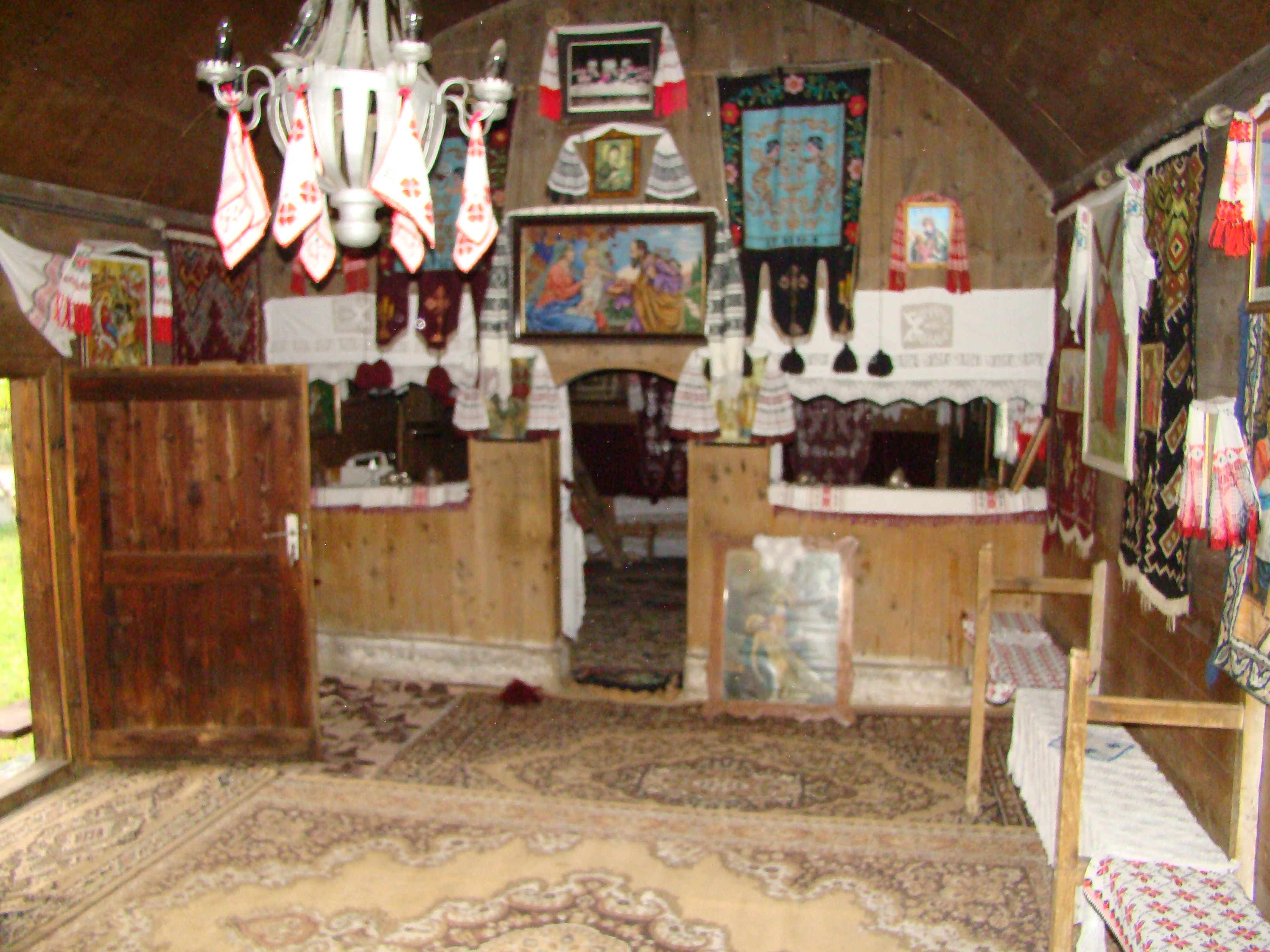
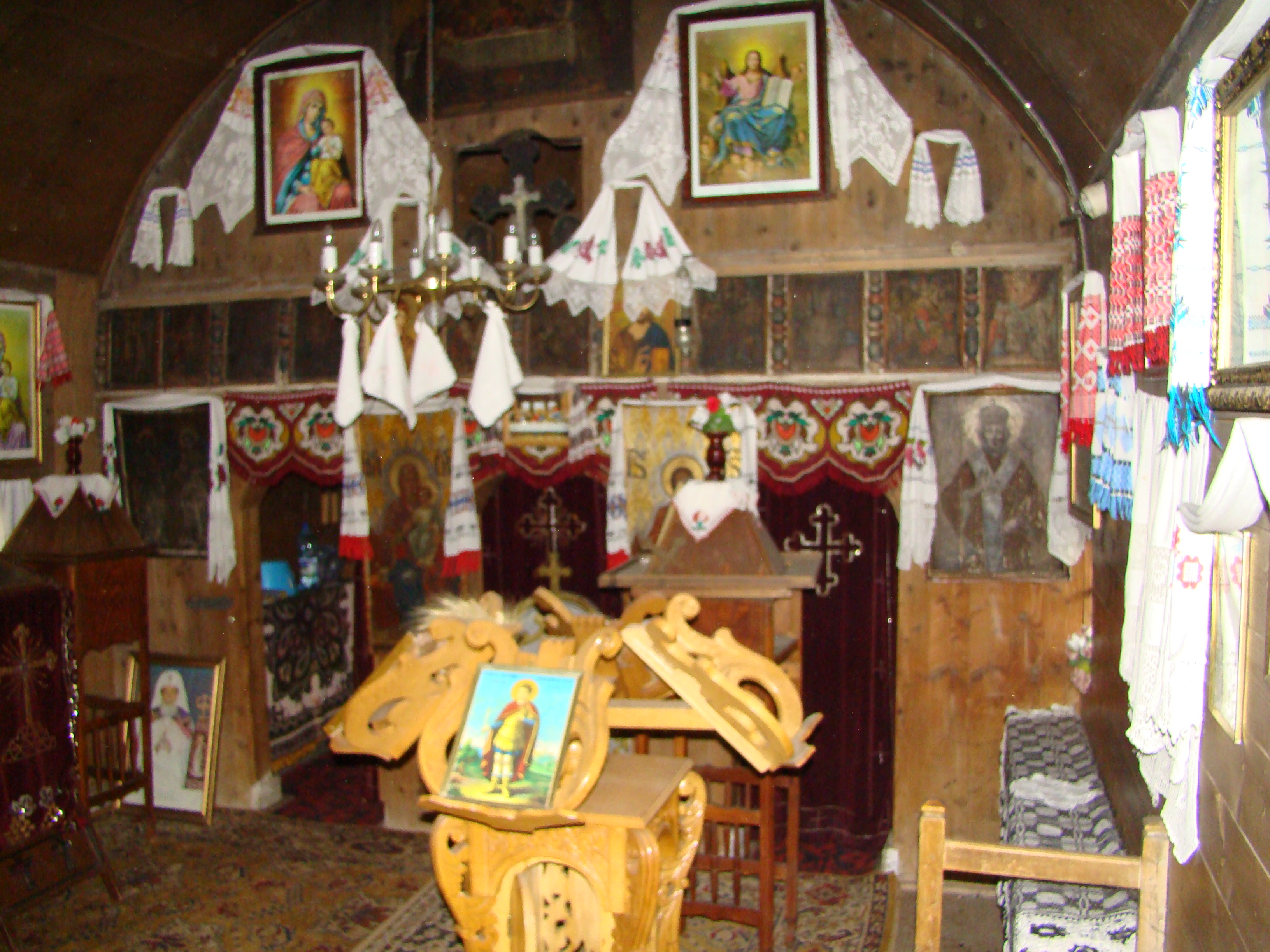
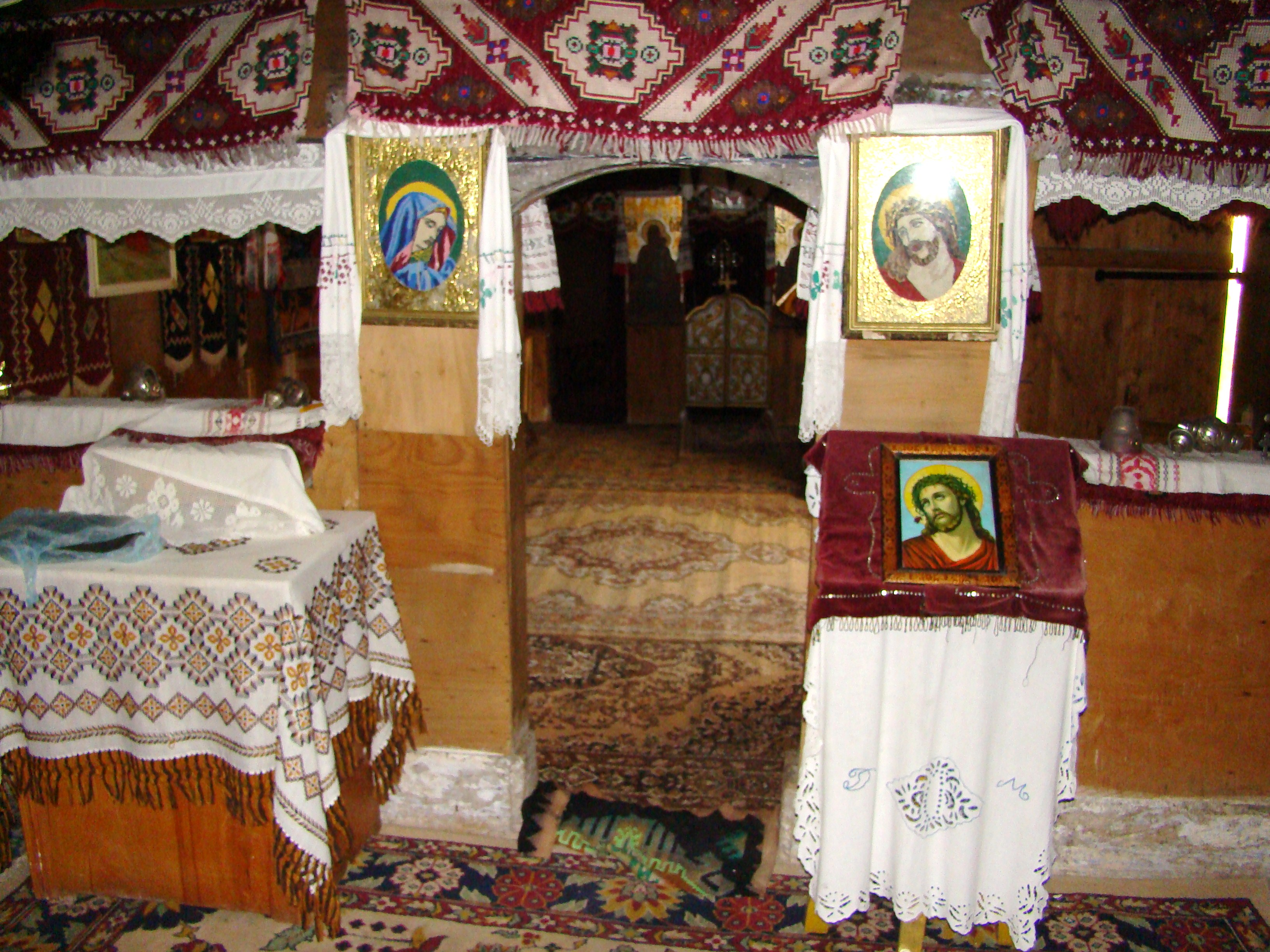
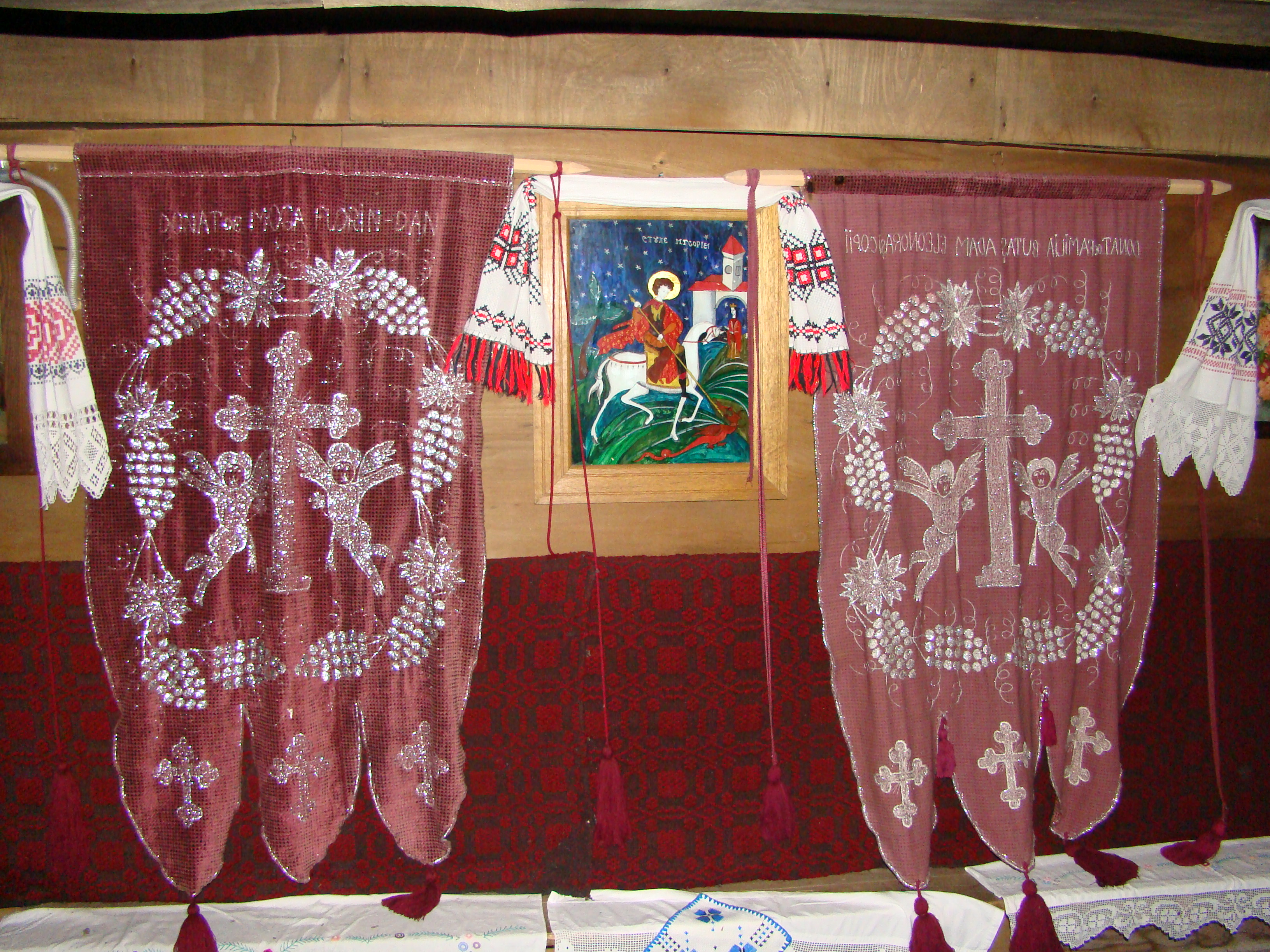

## Istoric și trăsături
Biserica de lemn din Șoimuș cu hramul „Sfântul Nicolae" a fost ridicată în anul 1705, fapt dovedit de inscripția dăltuită în pragul de sus al ușii spre naos. Lăcașul de cult este construit din bârne de stejar; are un plan dreptunghiular, cu absida în prelungire, poligonală, cu trei laturi. În secolul al XIX-lea edificiul a fost extins spre vest, prin adăugarea unui pronaos, peste care s-a ridicat o clopotniță scundă, cu foișor simplu și fleșă piramidală. Se remarcă și ancadramentul intrării, de pe latura sudică, bogat ornamentat, cu un chenar din cruci piezișe și trei chenare cu motivul dinte de lup precum și cu rozete. Merită menționat și iconostasul care este alcătuit din icoane realizate pe sticlă în anul 1830.